# 满洲国
滿洲國（1932年3月1日—1945年8月18日），為日本關東軍發動九一八事變控制滿洲地區後，拉拢部分前清宗室及漢人將領而建立的傀儡政權，前身為东北最高行政委员会。首都設於新京特別市（今长春市），領土包括今中華人民共和國辽宁省（不含關東州）、吉林省、黑龙江省、内蒙古自治区東部、以及河北省北部的原熱河省地區。南与日治朝鲜接壤，北与苏联接壤，西與蒙古人民共和国（外蒙古）相鄰。
滿洲國於1932年3月9日於長春成立，以清遜帝溥仪為執政，年號「大同」:2557，成立共和国，號稱獨立國家。同年9月和日本政府簽訂《日滿議定書》，使該地區事实上成為日本之殖民統治地:2557。1934年3月改稱滿洲帝國，又稱大滿洲帝國，為君主立宪制国家，「執政」改稱「皇帝」，年號改為「康德」:2557。1945年8月日本投降後，溥儀被蘇軍俘獲:2559。中國抗日戰爭結束後:2557，滿洲國亦隨之終結。
承認滿洲國的國家並不多，以日本盟友德國和意大利為首的歐洲軸心國成員為主，但身為同盟國成員的蘇聯出於自身利益（實際控制外蒙古）、以及部分國家（如泰國採取搖擺政策）在事实上也承認滿洲國。中華民國政府及之后的中华人民共和国政府均不承认满洲国的獨立地位，視其為日本侵佔中國東北後建立的傀儡政權:2557，故以偽滿洲國或偽滿稱之（「偽」在此作「虚假」、「非法」和「未獲承認」之意）。

## 历史

### 背景

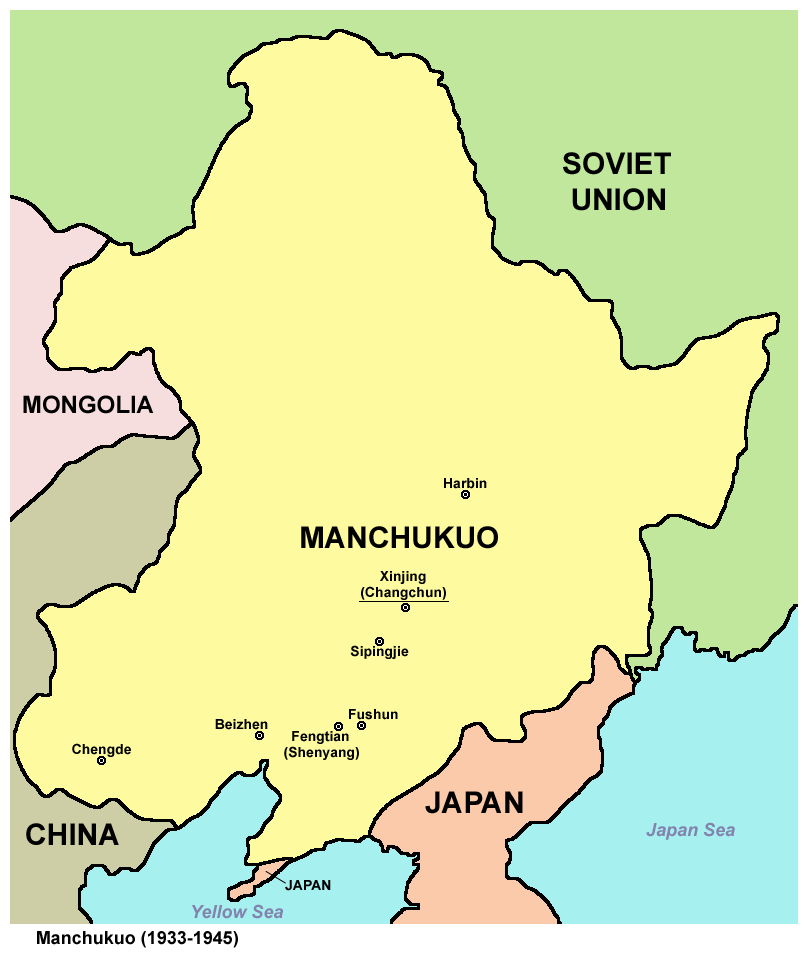
滿洲國與周邊地區形勢圖

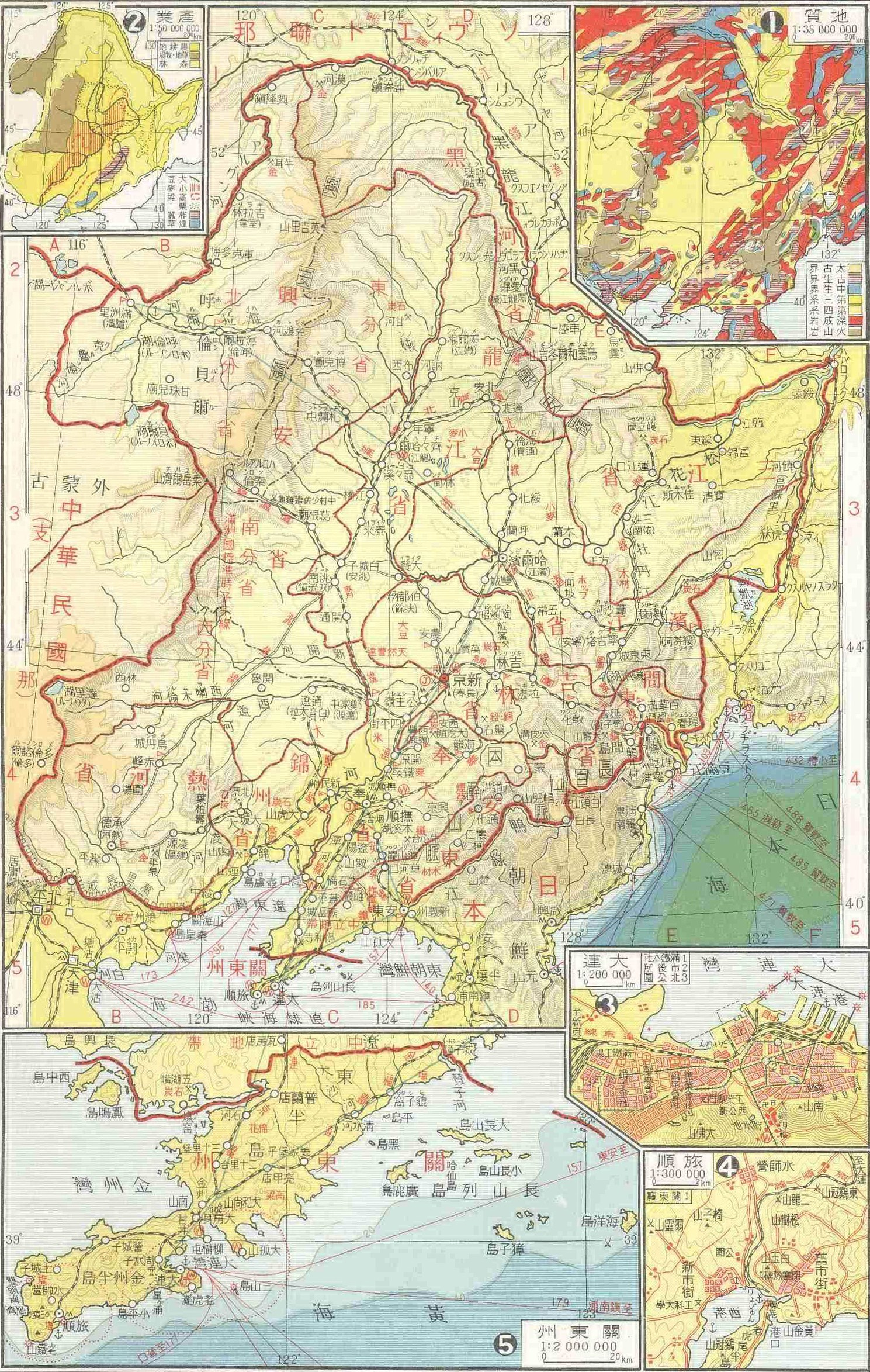
滿洲國及關東州地圖

1905年日俄戰爭結束之後，日本取得南滿洲的遼東半島和南滿鐵路的控制權，並以保護鐵路為由組建關東軍，駐紮在奉天、旅順、長春等鐵路沿線。
1906年，日本建立「南滿洲鐵道株式會社」（簡稱「滿鐵」），不僅參與鐵道業務，而且其經營幾乎涉足所有工業領域。
1908年，中國清朝末代皇帝溥儀即位，年號宣統:2559。
1911年，中國爆發辛亥革命，以滿洲貴族為主的清廷被推翻，中華民國成立，法理上繼承清朝的統治地位。辛亥革命爆發後，溥仪於1912年2月退位:2559，不廢帝號，仍居宮禁:2559。1915年年底至1916年，因大總統袁世凱覬覦天子寶座而發生的「洪憲帝制」事件，先是激起各地勢力發動護國戰爭討伐袁世凱。而最終袁世凱因帝制失敗而鬱病交加而死。此後，北洋軍閥及其他軍閥勢力崛起，北洋政府基本失去了對地方的有效統治。東北的張作霖勢力最初只及奉天省（1928年改稱遼寧）一地，後來於1918年擊敗吉林督軍孟恩遠、趕走黑龍江省巡按使畢桂芳，控制吉黑二省，統一東三省。此後东北大部分地區一直被張作霖與張學良父子的奉系軍閥势力統治，期間行政、軍事等均有較大獨立性。
清朝滅亡後，中國境內仍有各種支持清朝的復辟力量活動。在1917年5月，中華民國大總統黎元洪和國務總理段祺瑞之間發生「府院之爭」。1917年6月，雙方爭相拉攏時任長江巡閱使張勳進京「調停」，張勳隨即聯合康有為等保皇黨人於6月30日夜發動政變，次日迎溥儀復辟。復辟11天后即遭段祺瑞「討逆軍」討伐並取締，張勳逃入荷蘭使館。溥儀再次退位。此事件史稱「張勳復辟」。:2559
在復辟失敗後，原先認同清朝的部份人士，轉向滿蒙獨立運動，希望在滿洲建立獨立的君主立憲國家。
1924年10月23日，西北軍閥馮玉祥發動北京政變，控制北京。11月4日，在冯支配下，國務會議討論並通過關於驅逐溥儀出宮的議案。11月5日，北洋政府正式要求溥儀廢除帝號並出宮居住:2559。溥儀及其家族成為中華民國的普通公民。1925年溥儀移居天津租界:2559。後為日本情報機構關注。
此后，日本開始策劃向中國東北擴張。1925年5月，日本少壯派的「一夕會」通過「重點解決滿蒙問題」的決議。7月，關東軍作戰主任參謀石原莞爾起草《關東軍佔領滿蒙計劃》，明確提出日本要設計解除中國軍隊的武裝，維持治安以及防備蘇聯入侵滿洲的問題。
1927年，日本田中義一內閣以制定「滿蒙政策」為目的召開「東方會議」，最後以《對華政策綱領》作為結論。《對華政策綱領》提出將「滿蒙」（即中國東三省及內蒙地區）與「中國本土」分離對待的政策，試圖將內滿洲主權「剝離」出來，並指出「關於滿蒙，特別是東三省，由於在國防和國民的生存上有著重大的利害關係，我國不僅要予以特殊的考慮，而且要使該地維持和平與發展經濟，成為國內外人士安居的地方」，「萬一動亂波及滿蒙，治安混亂，我國在該地區之特殊地位和權益有遭侵害之虞時，不管來自何方，均將予以防衛——要有不失時機地採取適當措施之思想準備」。然而，日本軍部強硬的少壯派軍官卻認為日本首相在「滿蒙問題」上過於軟弱，主張採取軍事手段。
1928年，日本關東軍參謀河本大作在少壯派支持下在皇姑屯刺殺不與日軍完全合作的張作霖，希望引起內滿大亂以便關東軍趁亂占領东北。然而張作霖長子張學良很快回到奉天接替其父執掌大位，控制住东北局勢，使日本图谋失败。为此，河本被日本軍部解職。12月29日，張學良宣布東北易幟，改用青天白日滿地紅旗，名義上歸順南京國民政府，在形式上達成中國的統一。
1930年9月始陸續有13万東北軍主力部队入關參加中原大战，張學良大部分時間駐守北平，导致關外守備空虚。
1930年末，日軍參謀本部確定分三個階段解決「滿洲問題」，即：打破現狀，建立親日政權，最後完全佔領。俄國組組長橋本欣五郎主張「在滿洲惹起事變後，政府若不追隨，就決心發動軍事『政變』，使滿洲問題易於解決」。（見《中國抗日戰爭史》）。1931年6月，日軍制定《解決滿洲問題方策大綱》，確定採取軍事行動。8月4日，日本陸軍大臣南次郎聲稱「滿蒙問題只能用武力解決」，並要求軍人善盡「應變責任」。

### 前奏
1931年，板垣征四郎、石原莞爾、花谷正、土肥原賢二等人策劃日本關東軍在瀋陽發動事變（又稱滿洲事變）。9月18日晚，日本關東軍發動“九一八事變”；東北守軍在“不抵抗”政策下潰不成軍；9月19日，日軍佔領瀋陽，年底前佔領東三省。兩個月內，關東軍迅速佔領遼寧、吉林、黑龍江三行省，並在各省扶植地方性的親日政權——遼寧的臧式毅、吉林的熙洽、黑龍江的馬占山。但其中馬占山只是表面上同意服從，暗中策劃武裝反抗，不久就打響江橋抗戰。

### 建立
日本關東軍一直試圖在中国东北建立親日本的政權。起初，日本寄望於掌控东北軍閥張作霖，發現張難以順服之後將其暗殺（見皇姑屯事件）；後又試圖控制接替其父掌握东北的張學良，又告失敗（見東北易幟）。九一八事變後，日本終於完全佔領滿洲。1931年底，因滿洲事變（即九一八事变）引咎辭職的原日本陸軍大臣南次郎前往滿洲，與關東軍司令官本庄繁和關東軍特務機關長土肥原賢二商討事變進展。1932年1月28日，返回日本的南次郎向日本天皇作了名为《滿洲近況》的報告，建議在滿洲建立「新國家」。南次郎指出，如此可以方便日本今後進攻蘇聯「向北發展」，而日本可藉由控制這個新國家的經濟，得到足夠的資源，亦可透過向滿洲移民，解決日本地狹人稠的問題。
九一八事變發生後，前清朝宗室、時為吉林省軍參謀長的熙洽趁吉林長官奔母喪不在城中之機，打開吉林城門，向日本投降。之后，熙洽密信清朝遜帝溥儀，請「皇上」「回到祖宗發祥地，復辟大清，救民於水火」，在「友邦」（日本）支持下，先據有滿洲，再圖關內。以已經升任吉林省代理長官的熙洽為首的前滿洲貴族向日本方面提出迎接溥儀至滿洲、建立君主制的國家。日本關東軍方面也早已認定溥儀是合適的执政人選。戰後，城野宏供認日方選擇溥儀的原因為：
1. 首先，溥儀「同中國本部的國民黨沒有任何联系」；
2. 其次，「滿洲和蒙古的一些舊的階層對於清朝還懷有傳統的嚮往」；
3. 第三，「一般的農民……對由滿洲的愛新覺羅家實行的王道政治似乎更加歡迎」。

1931年11月8日，土肥原製造「天津事件」，躲过国民党特务的监控，將溥儀從天津日租界的住所秘密帶出，經大沽口、營口、旅順後抵達撫順。1931年底溥儀在日軍策劃下潛往東北，1932年3月為「滿洲國」「執政」，1934年3月改稱「滿洲帝國皇帝」:2559。
1932年2月16日，關東軍司令本庄繁召集張景惠、熙洽、馬占山，及臧式毅、謝介石、于冲漢、趙欣伯、袁金鎧等人，在瀋陽大和旅館召開「東北政務會議」，決定迎接溥儀為滿洲國「執政」，並分配各人在这个政權中的職務。其中，板垣征四郎任奉天特務機關長、滿洲國軍政部最高顧問。2月18日，「東北行政委員會」發布《獨立宣言》：「從即日起宣佈滿蒙地區同中國中央政府脫離關係，根據滿蒙居民的自由選擇與呼籲，滿蒙地區從此實行完全獨立，成立完全獨立自主之政府。」2月23日，板垣在撫順與溥儀會面，告知溥儀出任滿洲國「執政」。原本以為能夠重登帝位的溥儀儘管對於「執政」的安排甚為失望，但只能接受。据溥儀在自傳《我的前半生》中所说，「他（板垣征四郎）从皮包里又拿出了《满蒙人民宣言书》以及五色的“满洲国国旗”，放到我面前的茶几上。我气得肺都要炸了。我的手颤抖着把那堆东西推了一下，问道：『这是个什么国家？难道这是大清帝国吗？』我的声音变了调。板垣照样地不紧不慢地回答：『自然，这不是大清帝国的复辟，这是一个新国家，东北行政委员会通过决议，一致推戴阁下为新国家的元首，就是‘执政’。』」2月，日軍「對熱河開始進攻」:26。「國聯決議不承認偽滿」:26。
此后，大日本帝國進軍熱河省，将热河省併入滿洲國,之後再進攻山海關，長城戰役爆發。
1932年3月1日，在日本策劃下，滿洲「建國」，發布《建國宣言》，宣布滿洲國成立，“首都”为長春（後改名新京），“領土”包範圍包括現今遼寧、吉林和黑龍江3省全境（不含日據關東州，即今日大連），以及內蒙古東部、河北承德。
3月6日，溥儀從旅順出發。3月9日，在長春的原吉长道尹公署旧址大堂举行仪式，宣布就任滿洲國「執政」，年號「大同」。翌日（10日）任命各府、院、部的負責官員。至此，滿洲國正式建立。
國民政府對日本策動滿洲獨立並建立滿洲國提出嚴重抗議。但此时，国民政府刚签署淞沪停战协定，避免對日衝突擴大，同时對中国共产党进行第一次國共內戰，无力处置东北事态。4月，日軍「謀與偽滿聯合進攻多倫」:27，察哈爾省危急。
1932年9月15日，日本關東軍司令官兼駐滿洲國特命全權大使武藤信義與滿洲國國務總理鄭孝胥在满洲国执政府勤民殿簽署《日滿議定書》。《日滿議定書》規定日本正式承認滿洲國，並在滿洲國駐軍擔負滿洲國的國防。在附件中規定由日本管理滿洲國的鐵路、港灣、航路、航空線等。此外，還約定日本軍隊所需各種物資、設備由滿洲國負責，日本有權開發礦山，日本人有權充任滿洲國官吏，日本有權向滿洲國移民等等。
1934年3月1日，「滿洲國」發佈日人代擬之「滿洲國組織法」:101。溥儀在長春由「執政」改稱「皇帝」，改年號為「康德」:297。改「滿洲國」為「大滿洲帝國」。之后，溥仪在新京南郊杏花村舉行登基典禮。

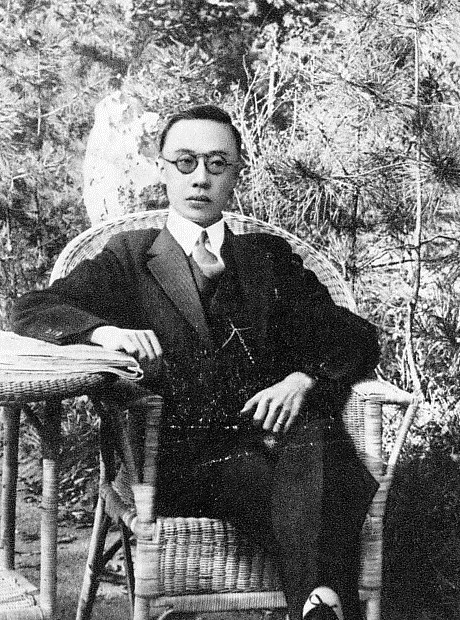
滿洲國皇帝溥儀

在1934年之後，吉岡安直作为“满洲国帝室御用挂”一直跟隨溥儀，直到1945年8月在瀋陽機場被蘇聯紅軍拘捕。

### 國民政府的外交抗議
1931年9月19日，國民政府駐國際聯盟的全權代表施肇基向國聯報告滿洲事變，請國聯主持公道；9月19日，國民政府外交部長王正廷向日本公使重光葵提出嚴重抗議；9月21日，施肇基正式向國聯提出申訴；9月23日，國民政府政府就滿洲事變照會美國政府，希望對方「深切關懷」。

### 國際聯盟調查團
1931年9月19日，滿洲九一八事變發生的消息傳至國際聯盟。9月21日，中國駐國聯代表施肇基要求國聯行政院根據國聯盟約第十一條的規定，採取維持和平的行動。在日本駐國聯代表芳澤謙吉的建議和中國代表施肇基的強烈要求下，國際聯盟理事會議在12月10日決定組織調查團到滿洲進行調查。
经过调查，1932年9月4日，李頓調查團在北平市簽署調查報告書，將其送回日內瓦。9月18日，國聯公佈調查報告的內容。
李頓報告書詳細地敘述1931年9月以前滿洲的局勢，描述中國行政當局抵制日本侵略的活動，例如抵制日貨運動，描述日本在滿洲的各項侵略要求和不滿。報告書隨後根據滿洲事件日方主事者和目擊者的證詞，描述滿洲事件的過程及隨後事態在全滿洲的發展。李頓報告書指出，日本陸軍在滿洲事變後繼續採取的行動不能被看做是正當防衛的措施。報告最後結論說，「如果沒有日本軍隊的駐紮和日本官員的活動，滿洲國是不可能成立的，它沒有得到當地普通中國人的支持」。滿洲國「不能被認為是出於真正的和自發的獨立運動的產物」。
國際聯盟在1933年2月24日大會上以包括波兰的40票對1票（1票為日本，另有暹羅投棄權票、智利未参加投票）通過基於李頓報告書的聲明。該聲明指出，滿洲主權屬於中華民國；日本違反國際聯盟盟約佔取中國領土並使之獨立；滿洲事件中的日軍行動並非自衛；滿洲國是日本參謀本部指導組織的，其存在是因為日本軍隊的存在，滿洲國不是出自民族自決的運動；聲明認為日本應退出滿洲，滿洲由國際共管。
為此，日本极为不满，於3月27日宣布退出國聯。

### 政權的終結
1943年12月1日公佈的《開羅宣言》中，規定中美英“三國之宗旨，在於奪回日本自1914年第一次世界大戰開始以後在太平洋所奪得或佔領之一切島嶼；在於使日本放棄所竊取於中國之領土，例如滿洲，並放棄清國割讓之領土台灣、澎湖群島等主權。日本亦將被驅逐出其以暴力或貪欲所攫取之所有土地”。作為蘇聯對日宣戰的條件，在1945年2月8日的雅爾塔會議羅斯福—斯大林會談中，確定將當時尚不在中華民國管轄下的大連港作為國際化自由港轉交給蘇聯，並由蘇聯使用滿洲鐵路。
1945年8月8日，蘇聯照會日本，將於次日對日本宣戰。隨後蘇軍攻入滿洲，以高度機械化的絕對優勢擊敗關東軍和滿洲國軍。8月9日，日本关东军司令官山田乙三和参谋长秦彦三郎软硬兼施威逼溥仪迁都通化。8月11日，溥儀及滿洲國政府官員開始乘火車撤退。8月13日晨到達通化市臨江縣（今臨江市）大栗子車站。8月15日，日本天皇裕仁宣布日本無條件投降。
8月17日午夜至18日凌晨，在吉岡安直的安排下，溥儀在臨江縣大栗子沟礦山株式會社技工培養所（今臨江市大栗子鎮溥仪宣诏退位纪念馆）內舉行退位儀式，宣讀《滿洲國皇帝退位詔書》。「滿洲國」滅亡，滿洲國政府解散。8月18日，山田乙三下令滿洲地區及朝鮮北緯38度線以北的日軍（原屬朝鮮軍，1945年改隸關東軍，38度線以南的朝鮮軍改隸國內軍）解除武裝，停止戰鬥。19日，溥儀等人從通化乘小飛機飛往瀋陽準備轉飛日本，飛機在奉天機場降落後，溥儀等人被蘇軍俘虜，滿洲國政權徹底終結。
满洲國要人结局
1945年8月20日，蘇軍佔領新京、奉天、哈爾濱、佳木斯等城市；22日，蘇軍佔領旅大。31日，蔣中正在重慶宣布成立國民政府軍事委員會委員長東北行轅，任命熊式輝為行轅主任，接收東北。
蘇聯拒絕中華民國政府使用旅順港運送人員接收辽东半岛的要求，扶助中国共产党在滿洲地區取得政治及軍事優勢，將繳獲關東軍及滿洲國軍的一些裝備和人員轉交給中國共產黨。1945年11月，国民革命军第十八集团军（八路军）在山海關一線與準備出關接收東北的國軍發生激戰，八路军失利，國民政府接收滿洲。
1945年日本投降后，曾参与策划成立满洲国的板垣征四郎、土肥原贤二、南次郎和小矶国昭被认定为战犯并被盟军逮捕。1946年8月的远东国际军事法庭中，溥仪作證敘述日本關東軍在滿洲所有的軍事活動以及對中國和蘇聯的軍事目的，並指控日本戰犯应為所有戰爭責任負責。遠東國際軍事法庭判處策劃成立滿洲國的板垣征四郎和土肥原贤二死刑，判處同為策劃者的南次郎和操縱滿洲國的小磯國昭無期徒刑。1948年12月23日，板垣征四郎和土肥原贤二在东京巢鸭监狱被处决。小矶国昭在1950年病死在狱中，南次郎在1954年假释出狱并在1955年病死。1950年8月，苏联将溥儀移交給中國，1959年被特赦釋放；1961年後任全國政協文史資料研究委員會專員、全國政協委員，著有《我的前半生》:2559。1967年，溥仪在北京病逝。张景惠也在1950年被苏联移交给中国，后被关押在抚顺战犯管理所，在被关押期间的1959年因病去世。
1963年3月30日、1964年12月12日和1966年3月29日，全國人民代表大會常務委員會通過《全國人民代表大會常務委員會關於特赦確實改惡從善的蔣介石集團、伪滿洲國和伪蒙疆自治政府的戰爭罪犯的決定》，决定特赦全部满洲国在押战犯。

## 地理與人口
滿洲國領土範圍包括現中國遼寧、吉林和黑龍江三省全境、內蒙古東部及河北承德市（熱河省）。根據1932年的《日滿議定書》，關東州之主權由滿洲國所有；滿洲國承認清朝將旅順、大連一帶的關東州租借予日本的條約，故關東州繼續由日本直接管轄，戰爭後期日本逐步放開關東州控制，故後期屬滿洲國行政區劃，但是日本享受名義管制權。

### 行政區劃
滿洲國行政區划曾多次调整。1934年劃為14省、2特別市：
- 安東省、奉天省、錦州省、吉林省、熱河省、间岛省、黑河省、三江省、龍江省、濱江省、興安東省、興安西省、興安南省、興安北省
- 新京特別市（即长春市）、哈爾濱特別市

1939年更改為19省、1特別市：
- 安東省、奉天省、錦州省、吉林省、熱河省、間島省、黑河省、三江省、龍江省、濱江省、興安東省、興安西省、興安南省、興安北省、牡丹江省、通化省、东安省、北安省、四平省
- 新京特別市

### 人口
1932年滿洲國建立時總人口有3千4百萬人，當中漢人佔百分之83，滿人與蒙古人合計佔百分之15，日本人和朝鮮人則合計佔百分之二:168。滿洲國的居民除漢滿蒙等主要民族之外，也含其他通古斯民族（如鄂倫春、赫哲等）、朝鮮族、俄羅斯族與和族。到1945年日本投降之際，滿洲國已有150萬日本人:168。
下表罗列1940年满洲国人口普查有关结论。
| 行政區劃   | 人口 (1940年普查) | 面積 (km²) | 人口密度 (人/km²) | 省都       |
| ---------- | ----------------- | ---------- | ----------------- | ---------- |
| 新京特別市 | 555,009           | 438        | 1,268             | —          |
| 吉林省     | 5,608,922         | 83,207     | 67                | 吉林市     |
| 龍江省     | 2,093,500         | 68,028     | 31                | 齊齊哈爾市 |
| 北安省     | 2,318,957         | 76,183     | 30                | 北安縣     |
| 黑河省     | 149,887           | 118,899    | 1                 | 黑河       |
| 三江省     | 1,415,633         | 90,418     | 16                | 佳木斯市   |
| 东安省     | 512,240           | 41,397     | 12                | 密山縣     |
| 牡丹江省   | 688,424           | 32,975     | 21                | 牡丹江市   |
| 濱江省     | 4,234,206         | 63,860     | 66                | 哈爾濱市   |
| 间岛省     | 848,197           | 30,134     | 28                | 延吉縣     |
| 通化省     | 982,387           | 31,705     | 31                | 通化縣     |
| 安東省     | 2,231,507         | 26,506     | 84                | 安東市     |
| 四平省     | 3,005,070         | 30,401     | 99                | 四平市     |
| 奉天省     | 7,565,599         | 49,632     | 152               | 奉天市     |
| 錦州省     | 4,317,822         | 40,162     | 108               | 錦州市     |
| 熱河省     | 4,553,228         | 103,062    | 44                | 承德縣     |
| 興安西省   | 763,701           | 73,934     | 10                | 開魯       |
| 興安南省   | 1,026,635         | 76,866     | 13                | 王爺廟     |
| 興安東省   | 199,530           | 109,107    | 2                 | 扎蘭屯     |
| 興安北省   | 132,426           | 156,230    | 1                 | 海拉尔市   |
| 滿洲國     | 43,202,880        | 1,303,143  | 33                | —          |
| 關東州     | 1,367,334         | 3,462      | 395               | 大連市     |

| 排序 | 城市       | 省       | 1940年普查 |
| ---- | ---------- | -------- | ---------- |
| 1    | 奉天市     | 奉天省   | 1,133,710  |
| —    | 大連市     | 關東州   | 661,354    |
| 2    | 哈爾濱市   | 濱江省   | 660,756    |
| 3    | 新京特別市 | (吉林省) | 555,009    |
| 4    | 安東市     | 安東省   | 315,032    |
| 5    | 撫順市     | 奉天省   | 269,622    |
| 6    | 鞍山市     | 奉天省   | 213,740    |
| 7    | 營口市     | 奉天省   | 181,350    |
| 8    | 牡丹江市   | 牡丹江省 | 178,363    |
| 9    | 吉林市     | 吉林省   | 172,935    |
| 10   | 阜新市     | 錦州省   | 143,046    |
| 11   | 錦州市     | 錦州省   | 142,258    |
| 12   | 齊齊哈爾市 | 龍江省   | 133,138    |
| 13   | 佳木斯市   | 三江省   | 128,552    |
| 14   | 遼陽市     | 奉天省   | 100,032    |
| 15   | 本溪湖市   | 奉天省   | 99,875     |

| 民族國籍              | 1940年普查 | 1940年普查 |
| 民族國籍              | 人數       | %          |
| --------------------- | ---------- | ---------- |
| 漢人                  | 36,870,978 | 85.3       |
| 滿洲旗人              | 2,677,288  | 6.2        |
| 朝鮮人                | 1,450,384  | 3.4        |
| 蒙古人                | 1,065,792  | 2.5        |
| 日本人                | 819,614    | 1.9        |
| 回民                  | 194,473    | 0.5        |
| 其他滿洲籍            | 49,942     | 0.1        |
| 其他日本籍 (台灣人等) | 1,497      |            |
| 外國籍                | 3,732      |            |
| 無國籍 (白俄)         | 69,180     | 0.2        |
| 總計                  | 43,202,880 | 43,202,880 |

### 日本國策移民
1910年代包含滿鐵職員1至2萬人、關東都督府3,000至6,000人、領事館數百人，在滿日本人全部加總也不到3萬人:167。1915年簽訂對華二十一條要求後，日本人得以自由移動，居住於南滿洲:167。1921年在滿日本人有16萬6千人，1926年增至19萬人，其中滿鐵職員及其家人有6萬8千人、關東廳2萬2千人:168。滿洲國建國之後，日本人推行日本人移居滿洲之國家政策，共移居130萬人到滿洲:168。日本政府訂立「滿洲移民百萬戶計劃」，並交由滿拓（滿洲拓殖公司，為滿洲拓殖公社前身）全權負責，是日本開發業者，承包開拓業務、收購土地、召集拓墾人群:229-230。為達到使滿洲最終成為日本國土的侵略目標，日本「國策移民」活動計劃20年內從日本向滿洲移民100萬戶、500萬日本人。1936年4月，日本關東軍在長春召開移民會議，制定《滿洲農業移民百萬戶移住計劃案》。截至1944年9月，居於滿洲各地的日本移民（包括開拓團民）共1,662,234人。在1945年後，大部分日本移民被遣返，見葫蘆島日僑大遣返。但另有日本遺孤的問題。

## 政治
滿洲國以“王道樂土，五族協和”為建國方針。滿洲國建立之初採用執政政治（共和政體），1934年改為君主政體。國都為新京（長春）特別市。根據《國本奠定詔書》，滿洲國官方供奉日本神道教的天照大神，國家設有「建國神廟」和「建國忠靈廟」。滿洲國帝宮內設有祭祀府，負責國家的祭祀事宜。日本神道教在滿洲國具有國教的地位。
滿洲國國旗是五色旗，據1933年2月24日公佈的滿洲國國務院佈告中所示，五色旗中，青色代表東方，紅色代表南方，白色代表西方，黑色代表北方，黃色代表中央，寓意以中央行政統御四方。後來也解釋為“紅、藍、白、黑、滿地黃”象徵滿、漢、和、朝、蒙五族協和。國歌為滿洲國國歌。

### 皇帝和皇族
满洲国为二元制君主立憲制，滿洲國皇帝为国家元首，仅溥仪一人。1937年，满洲国国务院通过《帝位继承法》，若溥仪无子而逝，其弟溥杰是帝位继承人。

### 政权机关组织
滿洲國中央統治機構進行過多次的改組。執政（1934年後為皇帝）行使國家統治權，其下設的國家機構有執政府（1934年後為宮內府）、尚書府、祭祀府、參議府、侍從武官處；立法院、監察院、國務院、軍事諮議院；最高法院和最高檢察廳。
滿洲國的行政機關為國務院，其首長為國務總理（1934年後稱國務總理大臣）。國務院下設總務廳、興安局等機構，並轄有軍政部（後為治安部、軍事部）、文教部、外交部、司法部、實業部（後為產業部、興農部）、交通部（轄郵政總局）、財政部（後為經濟部）、民政部（後為民生部、又拆分為厚生部和國民勤勞部）、新京特別市公署及首都警察廳、各省公署（各市．縣，旗公署）。各部長官為總長（1934年後稱大臣），但是實權掌握在由日本人擔任的各部次官手中。總務廳為國務院的政務中樞，由日本人擔任的總務廳長（1937年後稱總務長官）總攬滿洲國的行政，為實際上的總理。總務廳長（總務長官）召集國務院各部的日本裔次官於每週二，即火曜日舉行會議，按關東軍的意志商討並決定國家政策和各種具體事務，被稱為“火曜會”。
滿洲國的立法機關稱立法院，但從未進行過選舉。首任立法院長為趙欣伯，實際上的立法權掌握在關東軍手中。滿洲國沒有成文憲法，只有各項專門法律。行政監察機關稱監察院（1937年撤廢）。皇帝諮詢機關稱參議府，其首長稱議長，首任議長由臧式毅擔任。滿洲國的最高司法審判機關是最高法院，首任最高法院院長是林棨。最高檢察機關是最高檢察廳，首任最高檢察廳長為李槃。
滿洲國宮內府、尚書府、軍事諮議院、祭祀府和侍從武官處由皇帝直轄。宮內府在帝政實行之前稱作執政府，負責掌管宮廷事務；尚書府負責保管璽印和宮廷文書；軍事諮議院負責皇帝對重要軍務的諮詢；侍從武官處負責管理皇帝的隨行侍從武官。

### 滿洲國的日本人
大部分生活在满洲国的日本人仍然保有日本國籍。
- 板垣征四郎，九一八事變策劃者，籌劃建立並控制滿洲國的關鍵人物之一。1932年8月8日晉為陸軍少將，並被任命為滿洲國執政顧問。1933年2月，任奉天特務機關長、參謀本部部附，在天津設特務機關，策劃收買段祺瑞、吳佩孚等未果，同時策劃日軍侵佔熱河省。1934年8月1日，任滿洲國軍政部最高顧問，12月10日復任關東軍副參謀長兼駐滿洲國武官。1936年3月23日，升任關東軍參謀長，4月28日，晉升為陸軍中將。1948年12月23日，坂垣征四郎在東京都豐島區池袋巢鴨監獄內被處以絞刑。
- 土肥原賢二，九一八事變策劃者，籌劃建立並控制滿洲國的關鍵人物之一。1933年任瀋陽特務機關長，1935年10月進入北京進行分裂中國的「華北自治運動」。1948年被远东国际军事法庭列为甲級戰犯，判處絞刑。1948年12月23日，土肥原贤二在东京巢鸭监狱被处决。
- 甘粕正彥，甘粕事件的主謀，滿洲映畫協會負責人，在滿洲國滅亡時服下氰化鉀自殺。
- 南次郎，九一八事變策劃者，籌劃建立並控制滿洲國的關鍵人物之一。1932年1月28日，南次郎以軍事參議官身份，為天皇作了《滿洲的近況》的專題報告，說服天皇默認了關東軍建立滿洲國的計劃。1934年12月，南次郎出任關東軍司令官兼日本駐滿洲國大使。1946年5月3日被定為甲級戰犯並判處無期徒刑。1954年獲假釋，次年在家中病死。
- 川島芳子，實為滿人，其父是前清肅親王善耆，1907年生於北京，後移居日本，長期為土肥原工作。1945年11月11日在北平家中被國民政府反間諜機關逮捕，1948年3月25日在北平被槍決；另一說為1978年在長春市逝世[19]。
- 駒井德三，曾任關東軍特務部長。首任滿洲國國務院總務廳長官，任職7個月後被罷免。
- 遠藤柳作，歷任日本朝鮮總督府事務官、東京府產業部長及青森縣、三重縣、神奈川縣、愛知縣的縣知事。1933年任滿洲國國務院總務廳長，任職1年4個月。1963年去世。
- 星野直樹，曾在日本大藏省工作，任稅務署長、稅務監督局的部長，到滿洲國後任財政部總務司長、財政部次長、國務院總務長官，1940年回日本，任無任所大臣兼內閣書記官長、企劃院總裁等職。他策劃成立由日本人控制的滿洲中央銀行，控制滿洲金融命脈，並鼓動日本國內財閥到東北投資。1937年，日本公司壟斷和控制整個地區的工業。1945年被判無期徒刑，1958年獲減刑被釋。1978年去世。
- 武部六藏，曾任日本的縣知事、關東局總長、內閣企劃院次長、企劃院代理總裁，滿洲國末任國務院總務長官。1950年進入撫順戰犯管理所接受改造，1951年患腦溢血癱瘓，1956年遣返回國，1958年病死東京。
- 古海忠之，滿洲國首批日系官吏之一，曾在滿洲國政府多個部門任職，1940年任經濟部次長，後任滿洲國國務院總務廳次長。中華人民共和國最高人民法院特別軍事法庭於1956年在瀋陽對其進行審判。他的最後陳述是：「我深深地認識到我所犯下的重大罪行，我真心地向中國人民謝罪。對於我這樣一個令人難以容忍的犯罪分子，6年來，中國人民始終給我以人道主義待遇，同時給我冷靜地認識自己罪行的機會。由於這些，我才恢復良心和理性。我知道了真正的人應該走的道路。」（《陽光下的審判》，郭曉曄，1995年）。1956年7月，經中華人民共和國最高人民法院瀋陽特別軍事法庭審判，判徒刑18年。1963年2月提前釋放回國。1983年去世。
- 吉冈安直，满洲国“帝室御用挂”，自1934年一直跟随溥仪，直到1945年8月在沈阳机场被苏联红军拘捕，后死在苏联。
- 小泽征尔，世界著名交响乐指挥家，出生於满洲国。

#### 与满洲国有关的諾貝爾獎得主
- 久野寧，滿洲醫科大學教授，1936年、1938年、1953年被提名角逐諾貝爾生理學或醫學獎，是滿洲國最初諾貝爾獎候選人[20]。南極洲的久野岬（Kuno Point）以他命名。
- 白川英樹，2000年諾貝爾化學獎得主，幼年曾在滿洲國定居。
- 根岸英一，2010年諾貝爾化學獎得主，是唯一出生於滿洲國（新京）的諾貝爾獎得主。
- 下村脩，2008年諾貝爾化學獎得主，幼年曾在滿洲國定居。

### 警察
最初，在民政部设警务司。1937年转为设于治安部警务司。
各省设警察厅。特别市设警察局，内设警务科、特务科、保安科、司法科、卫生科以及警备队（相当于武装警察，执行“讨伐”任务）等机构。各市设警务处，县旗设警务科。在基层设警察署，署下设“分所”（分驻所、派出所）。
警衔自下而上为：警士、警长、警尉补、警尉（1937年前称巡官）、警佐、警正。
警察大盖帽的帽墙上的警衔标志：帽带为黑色皮制。冬季黑色，夏季草黄色，中缀警务司帽章。帽墙上按简任、荐任、委任三级各附三条、二条、一条金线。
警察常装袖章：袖线冬季用蓝色，夏季用黑色。按简任、荐任、委任三级各附三条、二条、一条袖线，下附该员阶级所含的梅花徽。
警服肩章为横式，质地为呢料，底板为该季衣色，外缘裹以金丝，按警阶具体分为： 警士：一枚梅花星章 警长：二枚梅花星章 警尉补：肩章中央附金色纵线一条，上缀一枚梅花星章（注：1945年后改为事务警尉） 警尉：肩章中央附金色纵线一条，上缀二枚梅花星章（注：1945年后改为监督警尉） 警佐：肩章中央附金色纵线一条，上缀三枚梅花星章 警正：肩章为满地金，上缀一枚大型梅花星章。
警察制服夏装为草黄色，冬装为黑色。戴大盖军帽，后改戴日本式战斗帽（前面齐眉，后面露出后脑勺最突出处）。上衣：冬季黑色，夏季草黄色。式样为立领对襟式，衣前上下各有贴袋两个，单排五粒金色金属扣。警裤：质地同上衣，警长以下配布制裹腿穿皮鞋，警尉补以上配皮制、呢子裹腿或大马靴。警察的帽徽样式为茶褐色桃形，金色高粱围绕着一个黄色盾牌，盾牌上有红蓝白黑四色的四角星，其颜色出自红蓝白黑满地黄国旗。

## 外交

### 關內外關係
中華民國國民政府雖然被迫退出滿洲地區（中方稱東北），不承認滿洲國的合法性，但在1935年之後與其建立通郵、通車、通航及貿易聯繫。

### 國際承認／外交關係
滿洲國於1932年成立後，日本和薩爾瓦多兩國最先給予承認。1933年1月15日，美國通告世界各國不要承認滿洲國。1934年3月13日，英國表示永不承認滿洲國。1937年德日簽署了反共產國際協定後，德國和義大利承認，隨後有更多歐洲軸心國成員及反共協定簽署國承認滿洲國。1939年2月24日，滿洲國加入反共協定。1941年，泰國、中華民國南京政府（汪精衛政權）相繼承認滿洲國。蘇聯簽署《蘇日中立條約》後，1941年4月13日蘇聯承認滿洲國直到1945年8月8日。至1943年，承認滿洲國並建立外交關係的國家有23個。國際聯盟也認為日本違反國際公約，並不承認滿洲國的合法性，支持中國政府主張滿洲國管轄地區仍是中國的一部分，主张由国际共管。
根據1943年由滿洲國政府出版的《滿洲建國十年史》，當時世界上約有80個國家或政權，承認滿洲國的共23個，包括：

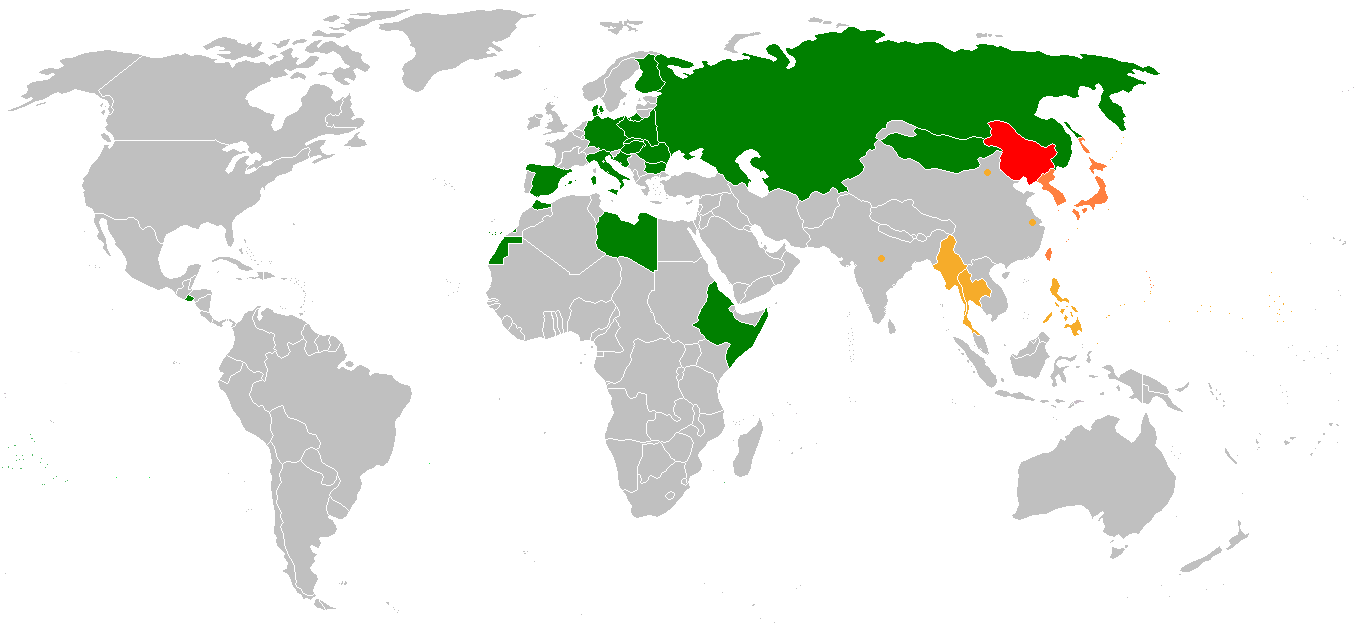
承認滿洲國的國家及政權（1943年）
Manchukuo
Empire of Japan
受日本控制的国家及傀儡政权（泰國為日本的盟友，是獨立國家）
承認滿洲國的國家
其他国家

| 軸心國： - 日本 - 中國 (汪精衛政權) - 蒙疆 - 自由印度 - 緬甸 - 菲律賓 - 義大利 - 克羅地亞 - 德國 - 斯洛伐克 - 维希法国 - 意大利社會共和國（1943-1945） - 匈牙利 - 羅馬尼亞 - 保加利亞 | 《反共產國際條約》簽署國： - 西班牙 - 芬兰 - 泰國 | 同盟國和其他國家： - 苏联 - 蒙古 - 波蘭（1942年波蘭流亡政府取消承認） - 薩爾瓦多（1941年12月太平洋战争爆发后，萨尔瓦多改变了与轴心国结盟的立场，加入以美国为首的同盟国阵营。1941年12月8日，萨尔瓦多对日本宣战） |

### 与日本的關係
1932年6月14日，日本帝國議會通過決議，承認滿洲國政權，9月6日，日本內閣通過決議，承認滿洲國政權，15日，日本裕仁天皇正式承認滿洲國，日本代表、關東軍司令陸軍大將武藤信義，滿洲國代表、國務總理鄭孝胥簽訂《日滿議定書》。11月24日，日本任命武藤信義為駐滿洲國大使（關東軍司令兼任駐滿州國大使，有權否決溥儀皇帝的決定）。
1935年2月12日，滿洲國與日本簽訂關稅協定。
1935年4月6日，溥儀首次訪問日本東京府，駐日大使謝介石陪同。
1935年5月2日，溥儀頒布《回鑾訓民詔書》，表示自己與日本天皇“精神如一體”，滿洲國與日本“一德一心”，形成“不可分”的關係。
1937年11月5日，日本與滿洲國締約，日本撤廢在滿洲國領土上的治外法權。所有以往根據日清政府條約由日本管轄的滿鐵附屬地管轄權均轉交於滿洲國政府。
1940年6月26日，溥儀第二次訪問日本東京，日本裕仁天皇親自迎接溥儀。溥儀此次訪問東京的主要目的是供請迎接日本天照大神帶回滿洲國供奉參拜。
1940年7月15日，溥儀頒布《國本奠定詔書》，宣稱滿洲國的建立是和日本一樣，都始於“天照大神”，並把“天照大神”作為滿洲國的“建國元神”加以供奉參拜。
1942年3月1日，溥儀頒布《建國十週年詔書》。自此，滿洲國對日本的稱謂，從之前的“友邦”，“盟邦”改稱為“親邦”，即以日本為父母之國。
1943年4月1日，日本內閣總理大臣東條英機訪問滿洲國，溥儀親自迎接。

### 其他
苏联：1932年9月23日，蘇聯同意滿洲國向莫斯科、新西伯利亞等城市派駐領事官員。1941年4月13日，日本和蘇聯在莫斯科簽訂《日蘇中立條約》。蘇聯尊重滿洲國的領土完整與神聖不可侵犯性。
天主教廷：儘管圣座从未与满洲国建立外交关系，然而有一种流行的观点认为兩國于1934年建立了外交关系，此观点部分是由于对贝纳多·贝托鲁奇1987年的电影“末代皇帝”的错误参考所造成，電影描述了圣座在外交关系上承认了满洲国，然而高德惠主教是被罗马教廷九圣部中的传信部（一个负责宣教工作的纯宗教性质部门）委派为“天主教满洲宣教团与圣座驻满洲政府临时代表”，而不是被负责处理国家级外交关系的教廷国务院委派。
有关教宗庇护十一世时期是否“承认满洲国问题”的历史争议，中国社会科学院世界宗教研究所研究员段琦引用了国内青年学者刘国鹏博士的观点，即“梵蒂冈事实上授意吉林代牧高德惠只能以东北诸教区长上的名义，而非圣座的名义与伪满政府交涉”此外，相關根據也可見於天主教会内外以及2006年发表在乔瓦尼·科科（Giovanni Coco）的《圣座与满洲国（1932-1945）》（Santa Sede e Manciukuò (1932-1945)）一书中的大量一手历史档案文献中。
萨尔瓦多：1934年5月24日，薩爾瓦多承認滿洲國。1941年12月太平洋战争爆发后，薩爾瓦多政府改变了与轴心国结盟的立场，加入以美国为首的同盟国阵营。1941年12月8日，萨尔瓦多中斷與日本的外交關係，並对日本宣战。
意大利：1936年11月28日，意大利與日本簽署協定，承認滿洲國。
德国：1938年2月20日，德國承認滿洲國。5月12日，德國與滿洲國在柏林簽訂友好條約。1939年，滿洲國加入《反共產國際協定》。
波兰：1938年10月19日波兰承认满洲国并建交。中华民国政府与波兰为此断交。1942年2月24日，波蘭流亡政府宣布取消承認滿洲國。

## 軍事
滿洲國軍事力量由「滿洲國家軍隊」、「後方警備」、「治安維持」三部分組成，由日本關東軍控制，起初作戰力量薄弱，主要軍事任務由關東軍實行。後來由於關東軍主力南下，兵力不足，加之滿洲地區抗日武裝遭到鎮壓而削弱，“滿洲國軍事力量”才更多地獨立承擔軍事任務，從兵源上而言其中有很多是日本從朝鮮半島徵召的朝鮮籍日本兵。滿洲國軍事權力為關東軍所控制，其軍隊的調動、演習、裝備更換、人事變動都要經過關東軍司令部的批准。
滿洲國軍銜分為將、校、尉三等九級。滿軍由軍官學校畢業後初任少尉，滿2年進中尉，中尉滿2年進上尉，上尉滿3年進少校。少校滿3年進中校，中校滿3年進上校。上校4年進少將，少將3年進中將，中將4年進上將。最高軍銜為上將，為終身職。1937年6月，上將之上又設立將軍，仿照日本的元帥，為榮譽軍銜。張景惠、張海鵬、于芷山、吉興、于琛澂五人獲得將軍軍銜。上将有：马占山（1932年3月授，8月褫夺）、张景惠（1932年3月授）、张海鹏（1932年3月授）、于芷山（1934年7月晋）、吉兴（满族，1934年7月晋）、于琛澂（1934年7月晋）、王静修（1934年7月晋）、邢士廉（满族，1935年7月晋）、王殿忠（1936年10月晋）、巴特玛拉布坦（蒙古族，1936年10月晋）、郭恩霖（1938年4月晋）、王之佑（1942年9月晋）、张文铸（1942年9月晋）。
军衔：
- 将官：上将、中将、少将；
- 校官：上校、中校、少校；
- 尉官：上尉、中尉、少尉；
- 准尉官：准尉（分7等）
- 军士：上士、中士、少士；
- 兵：兵长、上兵、中兵、少兵。

少尉候补生相当于准尉，军官学校生徒，军士候补生相当于上兵
滿洲國全境分為十一個軍管區，區首長稱司令。
- 第1军管区：驻奉天。辖区奉天省。
- 第2军管区：驻吉林市。司令官吉兴/王济众/吴元敏/关成山
- 第3军管区：驻齐齐哈尔。司令官张文铸/李文炳/朱榕/王之佑/吕衡/赵秋航。
- 第4军管区：驻哈尔滨。司令官于琛澄/郭恩霖/于琛澄/邢士廉/应振复/张文铸/李文龙。
- 第5军管区：驻承德。司令官张海鹏/王静修/邢士廉/应振复/吕衡/吴元敏/赫慕侠
- 第6军管区：1936年7月设立，司令部设于牡丹江，管辖间岛省与绥宁省（牡丹江省）。司令官王殿忠/王静修/张益三/美崎丈平/李文龙/贾华杰。
- 第7军管区：驻佳木斯，管辖三江省。司令官张文铸/赫慕侠/吕衡
- 第8军管区：驻通化，管辖安东省、通化省。司令官王之佑/吴元敏/王作震/周大鲁。
- 第9军管区：驻通辽。负责兴安南省、兴安西省。司令官巴特玛拉布坦（1940-1941.3）/郭文林(1941.3-1943.2)/甘珠尔扎布（1943.3.1-1945.8）
- 第10军管区：驻海拉尔。负责兴安东省、兴安北省。司令官乌尔金（1940-1943.2）/郭文林（1943.2-1945.8）。
- 第11军管区：1941年10月由第6军管区划出东安省设立。驻密山。司令官于治功/王济众/关成山/郭若霖

1937年（康德四年），「滿洲國家軍隊飛行隊」成立。太平洋戰爭後期，即1944年4月以後，隸屬於日本「第二航空軍」指揮，參與太平洋戰爭。裝備機種有「九七式戰機」、「一式戰機」、「二式單戰機」等。其兵力最多時有含運輸機在內約110架飛機。

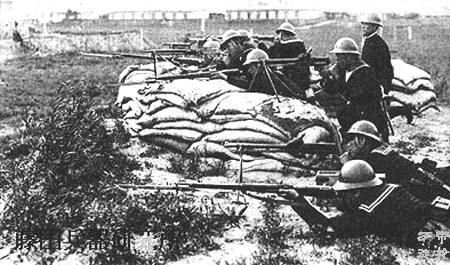
滿洲國江上軍

滿洲國海軍成立於1932年2月15日。起初擁有5艘艦艇。1933年4月1日日本成立「駐滿海軍部」，办公楼位于长春市西广场的西南角。滿軍海軍從此逐漸發展。1938年日本「駐滿海軍部」廢止，翌年11月海軍被編入「滿洲國陸軍」，名稱改為「江上軍」，人數約為2000人。主要是協助關東軍和滿洲國陸軍執行河川警備任務，在河川凍結期成為陸戰隊或國境警備隊。在南滿的渤海另有一支海上警備部隊。
根據1932年簽訂的《日滿議定書》，滿洲國的對外國防由日本關東軍負責。1937年中國抗日戰爭爆發之後，日本陸續抽調關東軍前往中國戰場，滿洲國國境防務日益空虛，於是在1938年頒布《國兵法》，規定全國20至23歲的男性都有服兵役三年的義務。每年春季徵集20萬人，予以軍事訓練，主要是充當工兵，修築軍事堡壘，或者協助警察維持地方治安。不適合服兵役者要參加為時三年的“勤勞奉公隊”，從事土木工程徭役。到1945年夏天，關東軍要對在25萬在滿洲日本人實施徹底動員計劃，同年7月底關東軍兵力提升至24個師團，兵員70萬人，由於大部分都是新設立部隊、裝備也不齊全，其實質戰力只相當於8個師團:251-252。
日本在1945年8月15日投降後仍持續戰鬥，直到8月19日日蘇兩國才在東部蘇滿國界附近興凱湖停戰談判:264。8月23日，史達林下令移送日本軍俘虜、強制勞動而開始「蘇聯滯留」:266。日本俘虜受命撤除滿洲產業設施各種工作機械，搬送至蘇聯，並在8月下旬開始，日俘也被移送至蘇聯領地內；根據日本政府統計，總共55萬5千日本人遭移送，一說將近70萬人，有6萬人在惡劣飲食及重度勞動中死亡:264-265。

## 經濟

### 通览
满铁长期负责对满洲国的经济统计。
滿洲地區物產豐富，有廣闊肥沃的可耕地，豐富的林業、漁業資源，煤礦、鐵礦等多種原材料儲量豐富。自然資源匱乏的日本控制這一地區之後，為滿足其戰爭經濟的需要，實行“日滿一體”政策。满洲国成立后经济增长较快。1933年至1936年為滿洲國發展第一期，日本對滿洲投資總計11億6千萬日圓，當中有百分之80都是投資滿鐵:226。1937年至1941年為第二期，進行第一次產業開發五年計劃，日本投資達到50億日圓:227。1941年滿洲國強制推行第二次產業開發五年計劃，產業發展重點為鋼鐵、煤炭與農產品:227。在1945年时，由于中国关内和日本都已基本被二战摧毁或干擾，偏安一方的满洲国的工业规模事实上超越日本，成为亚洲第一大工業國，直到蘇聯入侵及佔領滿洲為止。

### 農業

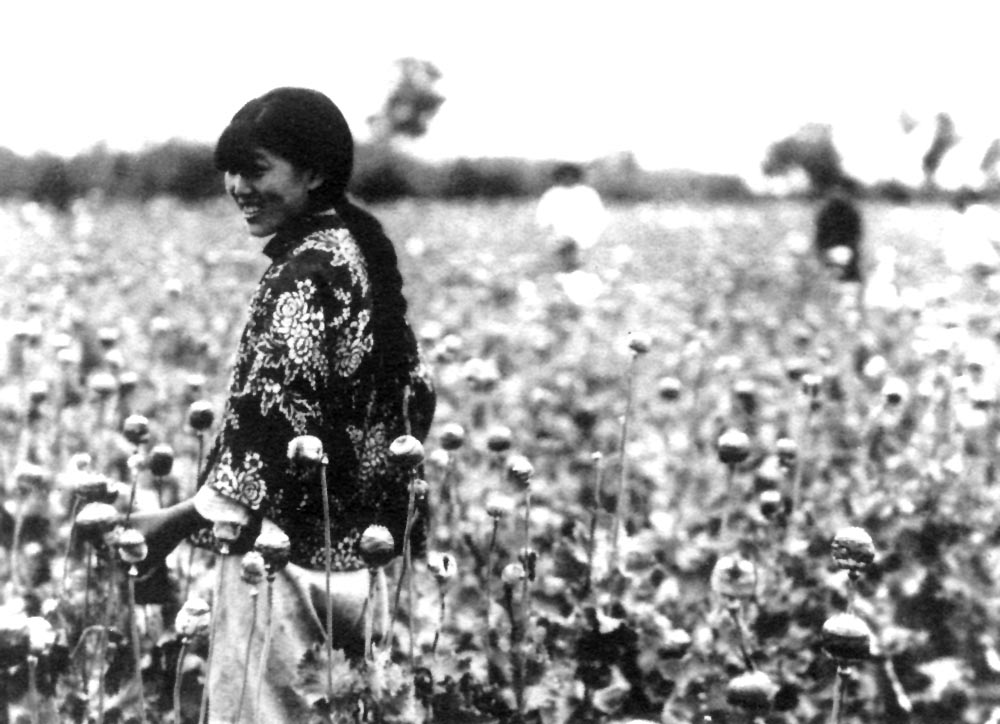
北滿地區收穫鴉片

根據1936年滿洲國國務院的資源調查報告，滿洲地區可耕地面積為400萬頃（4億畝），其中已耕地250萬傾。森林面積為1700萬頃。年產大豆250萬噸，小麥200萬噸，稻子70萬噸，小米100萬噸，高粱800萬噸，玉米500萬噸，雜糧豆類（大豆除外）60萬噸，棉花30萬噸，煙草16萬噸。存欄牲畜包括馬400萬匹，牛300萬頭，羊3000萬頭，豬4000萬頭。农产品分配采用食品配给制辅以棉织品特别配给制。
滿洲地區年產糧食約2000萬噸左右。分配方面，必須優先供應日軍和滿軍的軍事用糧、日本與朝鮮移民的口糧以及對日出口。根據關東軍的要求，滿洲國每年要向日本提供1000萬噸以上的糧食，每年8月中旬開始徵糧工作，11月底結束。除去來年的種子之後，中國農民的口糧所剩無幾。由於糧食供應不足，當局規定中國人不允許運輸、食用大米、白麵，違者按照“經濟犯”治罪。中国人主要配给杂粮，包括糜子、高粱、小米、莜面、荞面、玉米麵等，有时还配给极少量的白麵，分劳需、一般居民和农村人口三大类进行配给。到了后期，则实际上只能食用由玉米、小米、甚至榆樹籽和鋸末混合磨成的“協和麵”。而日本開拓團移民不僅不需要交納農業稅費，還能按月領取口糧。满洲国政府自1939年起实施“粮谷出荷”政策，对农产品实行强制性的全面管制和掠夺。1940年起在国内全面实施，并开始采用奖励金制度。在1941年日美太平洋战争爆发之后，由于日本粮食需求量急剧上升，满政府开始变本加厉地掠夺。首先合併中央采购公社，成立“满洲农产公社”以总管农产品；其次则废除奖励金制度，采用预购契约制度，将农产品的征收计划性提高。1943年则进一步，废除预购契约制度，在年初的省长会议上确定各县责任量，并下达各项指标，使粮食掠夺面积和品种大幅增加，哈尔滨当年的出荷率竟高达89.9%。1945年满洲国末期时，农民需要上交的“出荷粮”占全国总产量的51%。
1953年，在召开全国粮食会议时，毛泽东发现当时管制粮食的政策仍然沿用日本统治时期的“征购、配售”，担心这会引发反感，遂要求时任国务院副总理的陈云和中央人民政府粮食部部长章乃器将此政策的名字改掉，后来这一政策被二人更名为“统购统销”。
鴉片在滿洲國也是相當重要的作物，最早可以追溯到關東軍將熱河省（位於今河北省、遼寧省和內蒙古自治區交界地帶）併入滿洲國的1933年，一些地方軍政勢力本來就有種植鴉片的行為，併入滿洲國後此一作物之種植得到扶植，約1936年左右，在滿洲七省擴大種植面積，大力生產，後又以法律形式確定鴉片的專賣壟斷。1942年，日本「興亞院」召開「支那鴉片需給會議」，做出「由滿洲國和蒙疆供應大東亞共榮圈內的鴉片需要」的決議，據此又在滿洲擴大種植面積到三千公頃，鴉片產業達到鼎盛。

### 工業

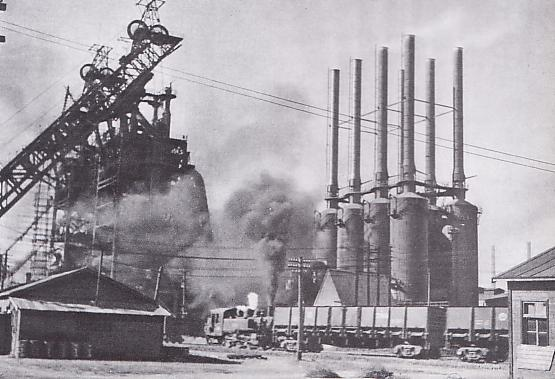
鞍山昭和製钢所

滿洲國建立當時亞洲較完備的工業體系，包括鐵道、航空、航海、鋼鐵、煤炭、機車、汽車製造、飛機製造和軍工等工業部門。当时原日本商工省官員、時任滿洲國國務院實業部總務司長岸信介向關東軍說，「要是沒有財閥、資本家，就無法進行初期建國工程」，而從日本引入財閥投資:223。此后，日本財閥的資金迅速湧入滿洲國。例如，藉此進入滿洲之鮎川義介之日產財閥，旗下擁有日立製作所、日產汽車、日本礦業、日本化學工業等130家公司，是擁有15萬名員工之大財閥:223-224。滿洲國對於工業部門採取經濟統制政策，推行“一業一社”的原則，每個行業都成立一個“特殊會社”——即壟斷性的公司。滿鐵之所以接受改組，時任滿鐵總裁之松岡洋右是岸信介叔叔之妻舅，和滿業之鮎川義介為姻親:223-224。由于战争的进行导致物资奇缺，满洲国末期时国务院制定《金属类回收法》。

#### 分佈
滿洲國鋼鐵和化學工業主要集中在鞍山和本溪湖，煤炭工業集中於撫順、本溪湖、阜新，油頁岩和合成燃料工業集中在撫順和吉林，菱鎂礦業集中於海城和大石橋，水力發電集中於吉林和鴨綠江，機械、軍火、飛機工業中心為奉天（今瀋陽），紡織和和食品等輕工業則集中在大連、丹東、哈爾濱、齊齊哈爾等城市。

#### 資源
滿洲地區礦物資源豐富。據1936年滿洲國國務院的資源調查報告，煤炭儲量約為30億噸，鐵儲量約40億噸。其他礦物有黃金、菱鎂礦、鋁礬土、油頁岩、金剛石等。滿洲國建成的豐滿發電站是當時亞洲最大的水力發電站，1943年的發電能力為22億度。
由於滿洲國政府內次官級官員都是日本人在負責彙整會議，所以當日本要和滿洲國政府合辦產業時，無論重工業或輕工業，都能簡單達成一致意見:226。在日本推行的“日滿一體”的政策下，滿洲的工業生產完全從屬於日本的產業政策。以鋼鐵為例，由滿鐵完全控股的昭和製鋼所理事長小日山直登明白無誤地指出“日滿一體”政策下滿洲鋼鐵生產的殖民地屬性：
|                                                                                  | 如從國家（日本）政策角度考察滿洲煉鐵事業的特點，則在以開發滿洲鋼鐵資源為重點，將其生產的生鐵和鋼，盡可能多地輸往日本，以加強和扶植日本產業。……滿洲……從通常的煉鐵技術和煉鐵企業的經營上來看是一項不合理的規劃，也是一種畸形的煉鐵方式。……這也是滿洲為了日本所不得不忍受的畸形經營方式。 |
| ——昭和製鋼所理事長小日山直登《從鋼鐵國策方面來看的滿洲與日本》昭和14年，第7-17頁 | |

滿洲大量的煤炭、木材等工業原料被輸送到日本。大部分生鐵被運往日本煉鋼。在滿洲煉製的鋼材除了少量在本地使用，其他都以鋼坯的形式運往日本軋製。昭和製鋼所理事長久保田省三在《滿洲國和鐵》一文中明確表示，滿洲國煉鐵業有著豐富的原料和特殊的優越性，擔負著“大東亞戰爭”的重大使命和責任。

#### 壟斷部門

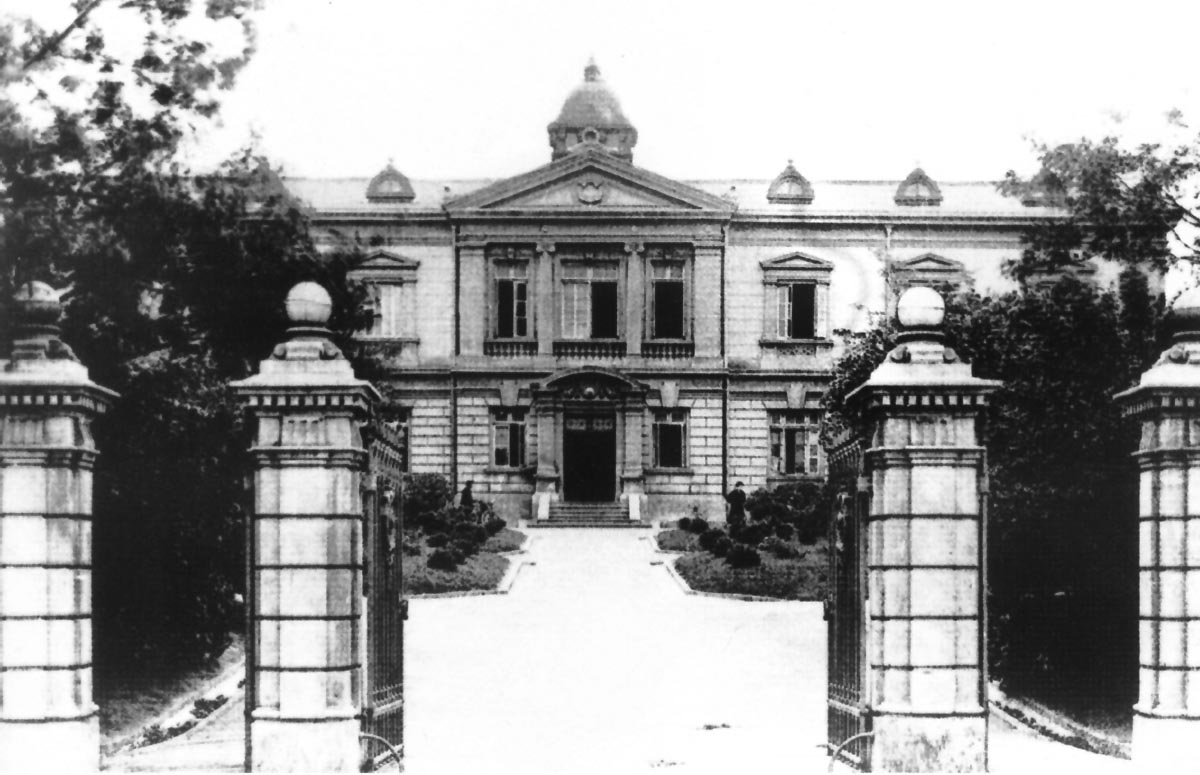
位於大連的滿鐵總部

滿洲國原有的工業垄断企业為跨行業經營的南滿洲鐵道株式會社（簡稱“滿鐵”）。根据“一業一社”政策，滿洲國还設有滿洲電信電話株式會社（簡稱“電電”）、滿洲重工業開發株式會社（简称“满业”，高崎达之助总裁）、满洲电业株式会社（理事长平岛敏夫）、滿洲機械製造會社、滿洲炭礦株式會社（满炭）、滿洲航空株式會社、滿洲人造石油株式會社、滿洲紡織株式會社、滿洲毛織株式會社(简称满毛)、滿洲化學工業株式會社、滿洲林業株式會社、滿洲採金株式會社、滿洲畜產株式會社、滿洲水產株式會社、滿洲煙草株式會社、滿洲農產株式公社、滿洲開拓公社、满洲棉花株式会社等四十多家特殊會社。特殊會社由日本投資者和滿洲國共同出資，贏利時按照雙方股份比例分成，虧損時滿洲國政府對於日方投資確保百分之十的利潤。另外還設立六十多家類似於特殊會社的準特殊會社。
1937年，日本投入稅金26億日圓，啟動《產業開發五年計劃》，重點培育滿洲國重工業:225。經濟統制政策從依靠以國家資本為主的滿鐵，轉向技術與資本全面依靠壟斷資本集團（即財閥）。通過「重要產業統制法」而開始社會主義式計劃經濟統制，大致區別出38家特殊公司、21家準特殊公司及其他自由企業，對於重要產業實施「一業一公司」制度:225。11月20日，日本產業株式會社（日產）決定將總部遷入滿洲國新京，12月27日改為滿洲重工業開發株式會社（簡稱“滿業”:2558）。日本財閥出資2億2千5百萬日圓，滿洲國則從滿鐵取得之工廠和礦山，以相同金額之實物出資，日滿雙方各出一半資金，其半官半民之型態和滿鐵相同；經此，滿鐵僅轄有鐵路部門和撫順煤礦，其調查部門則因此縮減:224。
滿業是中國抗日戰爭期間日本帝國掠奪中國東北工礦事業機構，名為日本與「滿洲國」合辦，實為日本產業股份公司（通稱「日產」）所控制:2558。1937年在長春成立，接管原由南滿洲鐵道株式會社經營的重工業:2558。滿業從滿鐵手中收取重工業，向滿洲國政府保證一年付予6分利息，而一躍成為滿洲產業界中心:225。經過重新組合，發展成為龐大的康采恩。滿業並創設新工礦事業，擁有鋼鐵、煤礦、汽車、機器、飛機製造等眾多子公司:2558。滿業的目標是實行從鋼鐵、煤炭等基礎工業，到飛機、汽車（年產10萬輛）以及其他製造工業的一條龍綜合經營，但終未完全實現。當時，满业幾近壟斷滿洲國境內所有的鋼鐵、輕金屬、化工、電力及煤炭採掘業（撫順煤礦除外），成為超越滿鐵地位的最大公司。中國抗日戰爭勝利後，機構瓦解，所屬廠礦大部被毁:2558。自此，特殊會社制度從“一業一社”轉向“一業多社”和“一業一社”同時並存。

#### 產值
滿洲國工業產值在1936年為8.07億日元，1940年達到26.47億日元；生產力指數上升幅度超過60%，形成包括冶金、礦業、飛機、機車和汽車製造、造船、紡織、交通運輸和能源等工業部門的較完整的工業體系。滿洲國曾經是亞洲工业最發達的地区之一，製造業在二战末期一度超越日本。

### 勞力及其待遇
1937年滿洲國實施“第一次產業五年計劃”。1939年5月又推出“北邊振興計劃”。產業工程、建築工程、軍事工程對勞動力的需求大增。然而自從1937年7月七七事變後，中日戰爭全面爆發，原來滿洲地區的主要勞工來源之一的華北成為戰場，由華北入滿的勞工急劇減少。由於勞動力的匱乏，日滿當局開始考慮“打破慣例，刻不容緩地從（滿洲）國內招募男工、雜役”。
1941年9月10日，滿洲國政府頒布《勞務新體制要綱》，10月22日又頒布修改的《勞動統制法》，將勞動力的徵募和配置置於國家的直接統制之下。從此滿洲國勞務政策由依賴華北勞動力的進口，向國內自給體制轉變。進而強制人民服勞役，實現“全民皆勞”。
早在1938年，滿洲國協和會就以“奉公”或“奉仕”為名強制人民徭役，以解決勞動力匱乏的問題。1942年5月4日，滿洲國政府設立的“勤勞奉公”制度審議委員會通過《國民勤勞奉公制創設要綱》，提出以“勤勞奉公隊”實施“勤勞奉公制度”，強迫被徵兵者以外剩餘的青壯年勞力以“勤勞奉公”名義無償為日滿工礦、軍事工程勞動。
強徵的勞工按戶籍攤派，不限於漢族平民，滿族人聚居地區也不能倖免。
除了無償強迫滿洲勞力勞動，在工礦企業中滿洲當地員工的薪水與日本僱員相比也相當低。對比1931年撫順煤礦職工工資水平可以發現，日本僱員的工資水平遠高於滿洲本地人：日本人分職員、僱員、傭員和準傭員四個級別，其中職員、僱員和傭員每年收入164元、109元和80.99元。而滿洲本地人則分傭員、常僱方、常僱夫、承包工和臨時工五個級別，最高的佣員年收入也僅僅15.73元，遠低於日本人。（《滿洲統計年報》，昭和6年度，第738—741頁）
滿洲國經濟大多操控在日本資方手中，而工人則大多為非日裔平民。工人工作環境惡劣，薪資經常受到壓榨，世界歷史上最大的礦難本溪湖煤礦爆炸就發生在滿洲國時期。

### 交通運輸

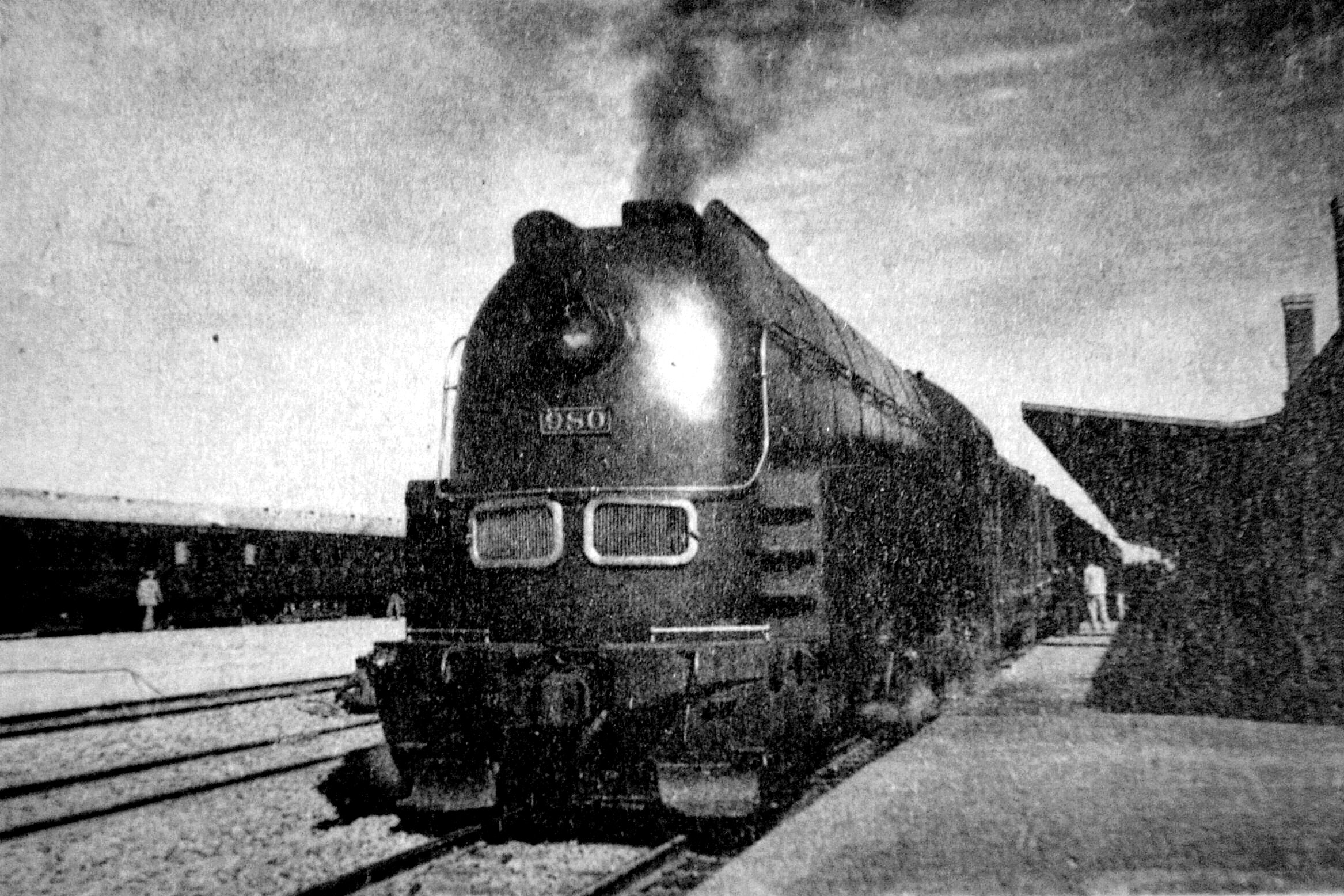
亞細亞號列車

滿洲國境內鐵路線稠密，鐵道運輸较發達。鐵路由南滿洲鐵道株式會社經營，最主要的幹線為南滿鐵路（長春至大連）。1935年，東清鐵路由滿洲國向蘇聯收購，再由滿鐵繼續鋪設鐵路:228。滿洲國以1.6億日元的價格收購長春至哈爾濱以及滿洲里至綏芬河的鐵路。其他重要鐵路還有丹東至奉天的安奉線、新京（長春）至圖們的京圖線、四平至齊齊哈爾的平齊線等。到1939年，路線全長已超過一萬公里，1945年達到11479公里，成為當時世界鐵道運輸最發達的國家之一。相較之下，1949年時全中國鐵路總里程僅22000公里。在大連與哈爾濱之間運營的「超特急」列車「亞細亞號」為當時滿鐵的象徵。
1943年滿洲國公路總里程近6萬公里，而1949年，中國（含东北）公路總里程僅有8.09萬公里。
航運部分，主要港口有大連港（屬關東州）和營口港；內河水運主要集中在松花江流域。
空運部門則以滿洲航空株式會社為主要經營者。1932年航空線總里程為1.5萬公里，當時中國航空線總里程無數據可以參考，而1950年的中國民用航空線總里程才1.14萬公里。

### 財政與金融

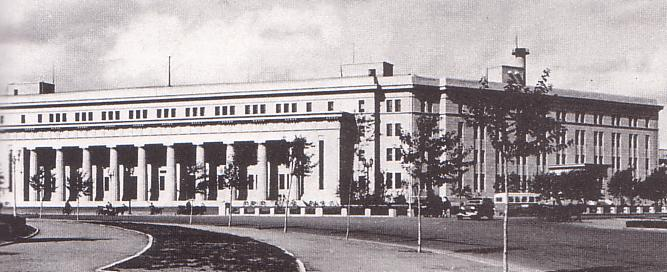
滿洲中央銀行

滿洲國的財政收入，1933年為6億满洲元，1944年為21.5億满洲元。在1944年的財政收入中，鴉片稅為4.3億元，佔第一位。煙草稅佔歲入第二位，其後依次是農業稅、牲畜稅、營業稅、關稅、戶口稅。
滿洲國的中央銀行為滿洲中央銀行。滿洲國貨幣單位為圓。1圓分為10角，1角分為10分，1分分為10厘。滿洲國貨幣本來採取銀本位，1935年起與日元等值。流通貨幣為滿洲銀行券，不可兌換金銀。朝鮮銀行券和日元貨幣在滿洲國境內也可自由流通。1933年滿洲中央銀行紙幣發行額為6億元，1938年紙幣流通額達50億元，1945年8月發行額高達136億元。

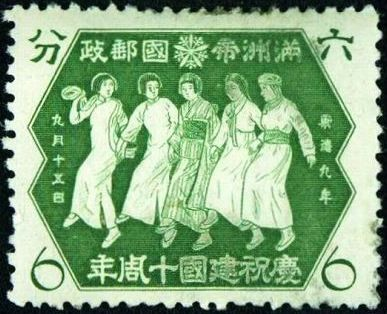
滿洲國郵票：為1942年9月15日發行的“慶祝建國十週年”紀念郵票的第二枚，圖案是漢滿日朝蒙五族少女攜手行進圖，上方有蘭花禦紋章和銘記

### 郵政
滿洲國郵政歸屬滿洲國交通部郵政總局管理。
滿洲國於1932年7月26日接管在东北的原中華民國國民政府的中華郵政系統（原中華民國北洋政府之東北郵政系統之延續），並於同日開始自主發行滿洲國郵票。至1945年滿洲國滅亡，共發行37次159枚郵票。根據與國民政府達成的《通郵辦法的諒解事項》，自1935年1月10日起，關內的中華郵政與滿洲國郵政互通郵件。從1935年至1937年間，滿洲國郵政特別發行與關內通郵的滿華通郵郵票。
滿洲國郵票在設計風格上糅合滿、日兩國的因素，政治意味比較濃厚，見證滿洲國政權的興亡歷史。郵票的圖案及標語體現滿洲獨特的自然和文化、人文景觀和風土人情，也擔負起宣揚政治理念及意識形態的作用。

## 文化及教育

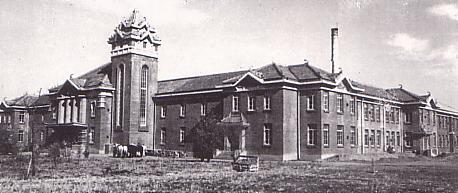
大同學院

### 殖民教育
滿洲國建立了具有殖民色彩的普遍教育體制，施行义务教育。在各級學校中以“民族協和”、“日滿親善”、“一德一心”為口號進行教育，大量将日本神道教的宗教仪式融入学校教育：中小学每天早上须向新京作“满洲帝宫遥拜”，再向日本东京方向作“日本天皇陛下遥拜”。滿洲國規定在學校每屆春丁儀式和秋丁儀式舉行祀孔，日本式的祀孔，是人数众多流程复杂的宗教仪式。多是在朝禮時由一位老師介紹孔子生平。学生同时须以日语背诵皇帝诏书《国民训》。
体育课使用的教材最初全部照搬日本，称为“满洲体育教授参考书”。1944年，文教部制定统一的教材《学校体育科教授要目》。运动竞赛花样繁多，有每逢满洲国建国纪念日前后举行的“建国纪念运动会”；每逢重大事件，便举行“庆祝运动会”等。

### 宗教
满洲国官方早期实行所谓孔教之王道教育，「行王道，乐天命」。全面恢复礼乐，大排祭孔典礼，并有“关岳祭”（祭祀關羽和岳飛）。但是郑孝胥曾指出，“关之配岳，自民国始，为古之无”。
满洲国直接管理宗教事务的机构是文教部礼教司宗教科。1937年7月，文教部撤销，这一职能转到民生部社会司礼教科；1943年3月战时行政机构改革又恢复文教部，宗教事务再次被挪回其礼教司。间接管理宗教事务的机构包括满洲国协和会、警务系统主要是治安部警务司特务科、各省与直辖市警务厅特务科、各县旗警务科特务股派遣密侦监控佛道回等教，警务系统的外事科监控东正教、基督教、天主教中的外籍教士活动。例如，吉林省公署民生厅文教科礼教股，有工作人员专责给省内省的佛教、道教、天主教、基督教、基督复临安息日会和圣母会等六个宗教团体的宗教人员发放身份证，需要把起草的公文和所附拟发放身份证的宗教人员登记表送到吉林省警务厅的特务科和特高科分别审批、会签。
1932年12月24日，兴安总署对兴安四省颁发《关于禁止喇嘛干政之件》的训令，取缔喇嘛对蒙古各地的行政与司法权力。
1933年11月，成立满洲国理教总会，脱离原北平总会，管辖东北地区300多个在理教公所。
1934年3月2日，罗马宗座发布敕令，委任吉林教区主教高德惠（法国人）为“驻满罗马教皇代表”，在长春东四道街天主教堂内设立聖座“驻满代表部”，管辖满洲国境内11个教区。
1936年，文教部确定设立满洲国佛教总会计划，1939年5月正式成立，与日方长期合作并鼓吹“日满亲善理想”的哈尔滨极乐寺方丈如光被推选为会长。
1936年，指示万国道德会东北分会改名为“满洲帝国道德会”，满洲国司法部大臣冯涵清为董事长，关东军宪兵司令部翻译桔光三任顾问。该会各市、县分会均由地方官员任会长。
1938年，一贯道开始传入东北，由点传师点道，传播速度惊人，传播范围广泛。
1939年农历九月初九正式成立满洲国道教总会。总会成立的第二天，便举办祈愿法会，内容是祈祷“国运昌隆”，并为死亡的日满军警举行慰灵祭等。
1940年12月5日，成立满洲帝国喇嘛教宗团，总负“兴法护国”之责。
1942年3月，满洲基督教会本部成立，日本人石川四郎任总务部长，颁布实行“五个统一”，即“组织统一”为单一的“满洲基督教会”，“指挥统一”于本部发号施令，“信仰统一”为日本长老宗，“思想统一”于日本天照大神，“行动统一”到响应当局一切号召。

### 教育机构
满洲国建立了庞大的基础教育体系。设立的大专院校有二十所，参与其事绝大部分是日本人。满洲国境内共有一万两千所小学、两百所中学、一百四十所师道学校（院），以及五十所技术及专业学校（院）和一些军官学校。在满洲国教育系统中，共有六十万学生和两万五千名教师。另外，还有一千六百所私立学校（日本批准），一百五十所宗教学校以及哈尔滨地区的二十五所俄国学校。

#### 小学教育
小学教育为市立或县立，分为初小（称“国民学校”）、高小（称“国民优级学校”）。完小即两级小学校（称为“国民、国民优级学校”）。学校的主事为日籍，掌握实权。开设“满洲国语”（简称“满语”，实为汉语东北官话）、算术、国民常识、手工、体育、音乐和图画课。还设立“协和少年团”。

#### 中学教育
初期仍沿袭初级中学（初中）三年、高级中学（高中）三年，以及招收高小毕业生的四年制实业学校。1938年1月实行彻底改革，普通中学教育基本上全部取消，设省立国民高等学校（简称“国高”），实为职业学校。男校学制一律缩短为四年一贯制，分为商科、工科、农科、林科、医士等。取消初师与中师，设“师道学校”，学制四年。女高重点培养的是“贤妻良母的天性”，开设课程包括妇德教育、修养情操、家庭生活技能等，一般都是三年制，而四年制学校中增加的一年“师道科”，招收女高毕业生，目标是培养小学初等教师。
满洲还开设具有殖民色彩的“国民道德”课，推行“日满亲善”、“一德一心”、“日本友邦”、“日满提携”、“大东亚共荣圈”教育。“国史”课只有满洲的肃慎、挹娄、勿吉、靺鞨和渤海、契丹（辽）、女真（金）、蒙古和元、满族和清的系统历史内容，没有中国历史朝代内容。设军事教练课，穿着军事化的国防色学生制服，戴日式“战斗帽”、打绑腿。建立“协和青年团”，戴红色袖标，图案是象征“八紘一宇”的黑色圆火轮，手持一根木棒叫做“建国杖”。

#### 高等教育
高等教育學校初期共有14所，每年招生一千多名。国高毕业生须经过省公署民生厅文教科的“铨衡”（政审）才可以报考。

#### 日语教育
从小学三年级起开设日语课，必修。设“日本语语学检定”（日语等级考试）制度，分为特等和一、二、三等四个等级。“国高”毕业生应达到日语三等的水準，大学生应达到二等水準。

### 教师培养
满洲国专门培养政府中枢高层官僚的大同学院和建国大学，延长学制两倍为6年，招收学生以日本人为主，亦有少数中国人。除人文、科学的教育外，重视学生的品格与体魄的培养训练，乡村学校注重学生对农业知识与科学耕种的训练，女学生还有家政训练课程。借此意图培养轻人文，重技能的供驱使满洲国民。满洲国的各级教师的培养较严格，对教师的考核和晋升有严格的制度。

### 解体后
在满洲国解体后，很多满洲国军人（包括部分日本人）为当时的国民政府军所歧视，认为他们曾接受“奴化教育”。相比之下，由于中国共产党很早就重视在东三省展开“地下活动”，如1921年-1934年属于中共中央北方局管区，1935-1949年属于中共中央西满分局、中共中央北满分局管区，因此这些投降的军人和许多技术骨干人员投奔当时正在扩充力量的中共军队。其中的某些技术兵种人员日后成为中共军队相关兵种如空军、炮兵和装甲兵等的骨干力量之一。

### 電影
1937年8月，“株式會社滿洲映畫協會”在新京成立，簡稱“滿映”。在滿映存在的八年裡，共拍攝故事片108部，教育片、紀錄片189部。著名演員有李香蘭（山口淑子）、李明、孟虹、劉恩甲、浦克、張奕、洋、凌元等等，導演內田吐夢、朱文順，攝影師王啟民，以及後來從影的方化等。著名影片有《碧血艷影》、《迎春花》、《蜜月快車》、《白蘭之歌》等。

### 文學及出版業
著名作家有梁山丁（山丁，1914年—1995年）、古丁、梅娘，和後來移居中國內地及其它地方的蕭紅、蕭軍等（蕭紅、蕭軍並不認同滿洲國政權），以及一些倡導滿洲本土文學，出生在滿洲並認同滿洲的多位日裔滿洲作家。著名作品有山丁的《綠色的谷》等。滿洲國文學雖受到政治牽制，但仍有多元性。出版物大多應用漢文、日文及俄文，亦有部分英文出版物。

### 體育
「大滿洲國體育協會」在1932年成立的基礎上於1934年4月重新建立。1938年，滿洲國開始實施新學制，規定體育課是各類學校的必修課。體育課使用的教材最初全部照搬日本，稱為“滿洲體育教授參考書”。1944年，文教部製定統一的教材《學校體育科教授要目》。運動競賽花樣繁多，有每逢滿洲國建國紀念日前後舉行的“建國紀念運動會”；每逢重大事件，便舉行“慶祝運動會”等。由于对体育教育的重视，满洲地区成为亚洲体育发达地区。

### 民間組織
1932年成立的滿洲國協和會為協助滿洲國政府的民間組織，在滿洲社會生活中有重大的影響。
1934年，世界紅卍字會滿洲總會成立，為帶有宗教色彩的慈善組織。
1938年，满洲国赤十字社建立。

## 种族主义
满洲国作为日本帝国在中国东北设立的傀儡政权，虽标榜“民族协和”、“东亚共荣”，但在社会生活方方面面均实行日本人优先、歧视和奴役中国人的种族主义政策。
滿洲國演員李香蘭（山口淑子）曾記載：「在滿洲的日本人，在日常生活中的各個層面上，從未停止過對中國人差別待遇。就連同桌吃飯，吃相同的料理時，日本人吃白米飯，中國人吃的卻是高粱飯。」
在滿洲國軍官學校也有以下情況：「軍官學校的學生，中國人和日本人各佔一半，課程和教材雖然一樣，但生活上的待遇卻有天壤之別。在服裝上，日本人學生從上到下全部都是新品，中國人學生除了外出服之外全都都是舊的，寢具或其他生活用品也一樣，中國人學生也是用舊的。」日本學生的主食是米飯，而中國人學生的餐食只有高粱，而且還是給牛馬當飼料的紅高粱。另外，日本人以外的民族吃了白米飯，會被當成經濟犯受到處罰:266-267。
以下為滿洲國日本人經營企業不同民族男性的薪資差距：
|                          | 實收薪資（日圓） | 與日本人的薪資比率 |
| ------------------------ | ---------------- | ------------------ |
| 日本人                   | 3.78             | 100%               |
| 朝鮮人                   | 1.52             | 40.2%              |
| 中國人（包括漢人和滿人） | 1.09             | 28.8%              |

|                          | 實收薪資（日圓） | 與日本人的薪資比率 |
| ------------------------ | ---------------- | ------------------ |
| 日本人                   | 3.33             | 100%               |
| 朝鮮人                   | 1.30             | 39.0%              |
| 中國人（包括漢人和滿人） | 0.98             | 29.4%              |

滿洲國的電車座席也分等級，特等為日本人搭乘的車廂，而著等為中國人搭乘的車廂，而中國人不許進入特等車廂。
日本史學家山室信一說：「茶與飯是日常生活中的必備要素，而滿洲國所謂的民族和諧，卻連在最日常的地方都存在民族差異。……當時吃了粗劣餐食而背上胃痛或胃潰瘍的學生，數十年後仍然受到這些胃疾所苦，如果這些不是民族壓迫，那甚麼才是？」他指出，由日本人所倡導的民族協和，其實是『協即協助』，『和即大和』，『協助大和民族侵略中國』的意思——這是中國東北地方的人對滿洲國的揶揄:267-268。

## 評價
有「議會政治之父」之稱的日本政治家尾崎行雄在滿洲國建國後不久斷言：「如果讓住在滿洲的三千萬人舉行自由投票，大概絕大多數都會反對成立滿洲國吧。而且，如果缺乏日本的武力與財力援助，滿洲國恐怕堅持不到數月便會倒潰……果真如此，滿洲國便如世間認定一般，僅為日本的傀儡，絕非獨立國家。」日本歷史學家山室信一認同此番斷言:206。

## 相关研究

### 滿洲國文學
截至2014年9月6日，台灣已知的有：
- 清大台文所學者柳書琴，從事二戰之前滿洲國、台灣、日本東京等地的左翼文學與殖民地文學研究：
  - 〈上海新感覺派文藝在滿洲國的傳播：兼論爵青〈哈爾濱〉的版本問題〉 [47]
  - 〈翻譯‧尤物：上海新感覺派與滿洲國藝文志派作家〉[48]
  - 〈殖民都市、文藝生產與地方反應：「總力戰」前臺北與哈爾濱的比較〉[49]
  - 〈「滿洲他者」寓言網路中的新朝鮮人形象：以舒群〈沒有祖國的孩子〉為中心〉[50]
  - 〈滿洲內在化與島都書寫：林煇焜《命運難違》的滿洲匿影及其潛話語〉。[51]

滿洲國視為建立民族國家的一個民族獨立運動，在杜贊奇（Prasenjit Duara）著《主權與本真性：滿洲國與東亞現代》（Sovereignty and Authenticity: Manchukuo and the East Asian Modern）中有進行討論。

### 引用
1. 1 2  记者：耿明哲. 责任编辑：于昊 , 编. . 长春新闻网. 2012-08-22  [2012-08-22]. （原始内容存档于2012-10-13） （中文（简体））.
2. 1 2  喻大華. . 中國網絡電視臺. 2010-11-30  [2010-11-30]. （原始内容存档于2010-12-04） （中文（简体））.
3. 1 2 3 4 5 6 7 8 9 10 11 12 13 14 15 16 17 18 19  辭海編輯委員會 (编). . 上海辭書出版社. 1989.
4. ↑  .   [2016-04-23]. （原始内容存档于2015-12-04）.
5. ↑  唐元鹏. . 人民网·文史. 2015-03-18  [2017-09-18]. （原始内容存档于2017-01-18）.
6. ↑  . 人民网.   [2017-09-18]. （原始内容存档于2017-01-12）.
7. ↑  Gauss, C. E. (1942, June 22). The Ambassador in China (Gauss) to the Secretary of State （页面存档备份，存于）. Telegram. In Foreign Relations of the United States: Diplomatic Papers, 1942, China, edited by G. B. Noble (Washington: Government Printing Office, 1956), Document 171. "Wei (bogus or unauthorized)."
8. 1 2 3 4 5 6 7  . 明報. 2015-07-26: 新聞專題A11版.
9. ↑  溥儀《我的前半生》，第五章
10. 1 2 3  陳雷等編著. . 台北: 傳記文學出版社. 1978-06-01.
11. ↑  . 滿洲報 (大連). 1932-03-02.
12. ↑  . 四川大學出版社. 1997: 1–2. 滿蒙地屬邊陲，徵諸往昔，地性高燥，民風樸茂，及經改革，生齒日繁，物產豐饒，實天府也。辛亥革命後，民國成立，東省軍閥，乘中原變亂之機，攫取政權，據三省為己有，惡政相繼垂二十年。狼戾貪婪，驕奢淫逸，不顧民生休戚，唯圖私利，故內則橫徵暴斂，縱其所欲，致幣制紊亂，百業凋落，且復逞兵關內，騷擾地方，傷殘民命，一再敗衄，尤不悔改；外則蔑視信義，開隙鄰邦，專事排外。加之警政不修，土匪橫行，遍於四境，到處掠奪戳殺，村里為之一空，老弱轉乎溝壑，餓殍滿於道路。我満漢蒙三仟萬民眾，託命於此殘暴無法之政治，勢將束手待斃。今幸借助鄰邦，剪此丑類，革變軍閥積年蠻橫之秕政，實天子予我滿蒙人民蘇生之機會，吾人正宜奮起，勇往前進，以圖更始也。回顧中原，改革以來，始則群雄割據，頻年戰爭；近則一黨專政，把持國政。何謂民生置於死耳，何為民權惟專利耳；何為民族只知有黨耳。既云天下為公，復曰以黨治國，矛盾乖謬，自欺欺人，種種偽詐實難究詰。近來內患屢起，疆土分崩，黨且不能自存，何能顧國？以是赤匪橫行，災患頻起，民怨沸騰，令人痛心疾首。追思往昔政治清明，唐虞三代之時代，悠然喟嘆，此皆友邦共目睹者，又二十年來爭奪之結果也。然若諱疾忌醫而不改舊惡，藉口於民意而不可抑壓，恣其所往，則非陷於亡國滅種之地不止。今我滿蒙民眾，若不乘天賦之機緣振拔於萬惡政治之外，則勢皆同歸於盡。數月以來，集合奉天、吉林、黑龍江、熱河、東省特別區域及蒙古之官紳士民，詳加討論，意見業已一致。以為為政不尚多言，唯視實行如何耳；不問政體若何，唯以安居集團為主。滿蒙舊時別為一國，今依時局之必要，不能不謀自行樹立，茲依叁仟萬民眾之意向，即日與中華民國脫離關係，創設滿蒙新國，宣布建設綱要於中外，咸使聞知。竊惟政基於道，道基於天，新國家建設之主旨，在於順天安民，施政必從真正民意，不存私見。凡新國家領土居住之人民不加以種族之區別，如願長久居往，得享受平等之待遇，保障應得之權利。並極力剷除從來之黑暗政治，改良法律，厲行地方自治，廣羅人才，登庸賢俊，獎勵實業，統一金融，開發富源，維持生計，調練警政，肅清匪禍，並普及教育，實行王道主義，必使國內一切民族得慶新生，保東亞永久之光榮，為世界政治之模範。對外政策，尊重信義，力求親睦，謹遵國際通例，凡民國以往與各國所締結之債務，屬於本新國家者，繼續承認之。為振興商業，開拓利源計，凡希望投資於新國家者，不論何國一律歡迎，以舉門戶開放機會均等之實。以上宣佈各節，為關於新國家立國之主要大綱，自新國家成立之日起，新政府即行負責。謹向叁仟萬民眾宣誓。大同元年三月一日滿洲國政府——《國聞周報》第九卷第十期
13. ↑  . 滿洲報 (大連). 1932-03-11.
14. ↑  李守孔. . 台北: 三民書局. 1973.
15. ↑  武月星主編 (编). . 北京: 中國地圖出版社. 1995.
16. 1 2 3 4 5 6  宮脇淳子.  .  初版. 新北市: 八旗文化. 2016 [2013]. ISBN 978-986-5842-71-0 （中文（繁體））.
17. 1 2 3  國務院總務廳臨時國勢調查事務局 編. . 新京: 印刷廠. 1943.
18. 1 2 3 4 5 6 7 8 9 10 11 12 13 14 15 16 17  宮脇淳子.  .  初版. 新北市: 八旗文化. 2016 [2013]. ISBN 978-986-5842-71-0 （中文（繁體））.
19. ↑  .   [2015年3月18日]. （原始内容存档于2015年2月5日）.
20. ↑  .   [2014-10-19]. （原始内容存档于2014-10-19）.
21. ↑  来源：搜狐网. . 搜狐网. 2017-12-18  [2018-06-11]. （原始内容存档于2018-06-12） （中文（简体））.
22. ↑  滝川政次郎; 衛藤瀋吉; 滿洲帝國政府. . 原書房. 1969  [2013-10-12]. OCLC 659027987. （原始内容存档于2013-10-14）.
23. ↑  1932年6月14日
24. 1 2 3  Florentino Rodao. . Journal of Contemporary History.   [2011-08-03]. （原始内容存档于2012-12-10）.
25. ↑  1938年2月21日
26. ↑  Nish, Ian Hill, , Westport, CT: Praeger: 第95页, 2002年, ISBN 0275947912
27. ↑  Lu, David John, , Lanham, MD: Lexington Books: 第83页, 2002年, ISBN 0739104586.
28. ↑  Valente, Gianni. . 30giorni.   [February 25, 2013]. （原始内容存档于2013-02-25）.
29. ↑  .   [2016-12-13]. （原始内容存档于2017-03-05）.
30. ↑  《梵蒂冈的乱世抉择（1922-1945）》第138、222页，金城出版社，2009年1月
31. ↑  小林英夫. . 季刊政策・経営研究 = Quarterly journal of public policy & management (三菱UFJリサーチ&コンサルティング). 2011, (2): 22-29  [2022-04-04]. ISSN 1881-5308. （原始内容存档于2023-04-29） –日本國立國會圖書館.
32. ↑  . 深圳新闻网. 2009-07-01  [2011-07-28]. （原始内容存档于2011-10-20） （中文（简体））.
33. ↑  伪满“粮谷出荷”政策与实施
34. ↑  . 内蒙古新闻网. 2008-09-01  [2011-07-28]. （原始内容存档于2016-03-05） （中文（简体））.
35. ↑  . 铁岭日报. 2011-04-18  [2011-07-28]. （原始内容存档于2016-03-04） （中文（简体））.
36. ↑  日伪统治时期“粮谷出荷”政策对东北农民生活的影响，李淑娟，《社会科学战线》2006年 第5期
37. ↑  [] 《哈尔滨市志 粮食志》，第一篇　粮源，第一章　粮食收购，第二节　"粮谷出荷"
38. ↑  . 网易新闻. 2006-09-18  [2011-07-28]. （原始内容存档于2016-03-04） （中文（简体））.
39. ↑  石少龙. . 人民网. 2016-04-20  [2023-04-04]. （原始内容存档于2016-04-26） （中文）.
40. ↑  . 凤凰网. 腾飞中国. 2009-03-10  [2023-04-04]. （原始内容存档于2022-04-04） （中文）.
41. ↑  愛新覺羅·溥儀《我的前半生》
42. ↑  . 中国网. 2009-09-15  [2011-07-28]. （原始内容存档于2015-05-04） （中文（简体））.
43. ↑  前東北財經委員會調查統計處編《偽滿時期東北經濟統計》第②一1頁，轉引自孔經緯：《新編中國東北地區經濟史》，1994年版，第477頁
44. 1 2  史仲文; 胡晓林.  217. 北京: 人民出版社. 1994-04. ISBN 7-01-001456-6.
45. ↑  劳祖德. . 中华书局 （中文）.
46. 1 2 3  山室信一. . 八旗出版社. 2016. ISBN 9789865842864.
47. ↑  該論文發表在2014年3月20~22日的第四屆「東亞漢語教學研究生論壇」，全文電子檔目前已經被作者放在清大台文所教師個人網頁上，網址： （页面存档备份，存于）。
48. ↑  該論文發表在2014年1月13~14日中央研究院中國文哲研究所舉辦的「翻譯研究與跨文化理論工作坊」」，全文電子檔目前已經被作者放在清大台文所教師個人網頁上，網址： （页面存档备份，存于）。
49. ↑  該文刊載在中國「中國現代文學研究叢刊雜誌社」發行的《中國現代文學研究叢刊》(2011年第3期)，頁39~66。全文電子檔目前已經被作者放在清大台文所教師個人網頁上，網址： （页面存档备份，存于）。
50. ↑  該論文刊載在韓國現代中國研究會發行的《韓中言語文化研究》(2009年10月出版，第21輯)，頁187~216。全文電子檔目前已經被作者放在清大台文所教師個人網頁上，網址： （页面存档备份，存于）。
51. ↑  該論文刊載在成大台文所發行的《台灣文學研究》第2期，全文電子檔目前已經被作者放在清大台文所教師個人網頁上，網址： （页面存档备份，存于）。

## 外部連結
- 陳永發：〈關於滿洲國之建構（页面存档备份，存于）〉。
- 张晓红：〈伪满洲国的关税政策与民族工业（页面存档备份，存于）〉。
- 九一八事變主謀：板垣徵四郎（页面存档备份，存于）
- 滿洲國郵票（页面存档备份，存于）
- 紀實文學《日本幽靈》（原名《東方大審判》）（页面存档备份，存于）
- 史海鉤沉：1931年9月，在黑暗中沉睡中的中國（页面存档备份，存于）
- 世界飛び地領土研究會（页面存档备份，存于）
- 滿洲國行政官事典